# Agaricales
Ordre
L'ordre des Agaricales ou clade des euagarics est un ordre de champignons qui présente principalement des chapeaux à lamelles (sous-classe des Agaricomycetidae). Toutefois la phylogénétique a maintenant introduit dans cet ordre certain Incertae sedis, des champignons inclassables par leurs formes inachevées qui ne permettaient pas à la classification linéenne de les classer avec certitude.
L'ordre des agaricales contient certaines des espèces les plus familières des champignons à chapeau. L'ordre est depuis 2006 divisé par la phylogénétique en six clades Agaricoïde, Tricholomatoïde, Marasmioïde, Pluteoïde, Hygrophoroïde et un clade plus éloigné des Plicaturopsidoïde et comporte 33 familles décrites, 413 genres et plus de 13 000 espèces décrites, dont cinq genres disparus, seulement connus par leurs fossiles.
Il est à noter que si le terme agaric se référait traditionnellement aux champignons à lames, l'ordre des Agaricales tel qu'il est actuellement défini contient des genres qui n'en présentent pas, néanmoins à beaucoup de points de vue la classification classique basée sur la morphologie a été confortée par l'approche phylogénétique.
Parmi les Agaricales, on trouve des espèces d'intérêt économique dont on maitrise la culture, tels le champignon de Paris Agaricus bisporus, le pied bleu Lepista nuda ou le shitaké Lentinula edodes. D'autres espèces sont particulièrement vénéneuses, par exemple Amanita verna ou Amanita phalloides. Certaines espèces produisent des substances hallucinogènes, comme Amanita muscaria ou Psilocybe semilanceata. D'autres, comme le pleurote de l’olivier Omphalotus olearius se singularisent par leur bioluminescence.

## Description

Silhouettes principales des Agaricales

Les caractéristiques des agaricales présentent la structure stéréotype d'un champignon comme la remarquable Amanite Tue-mouche: un chapeau arrondi, coloré, avec des lames et un pied allongé souvent bulbeux. Ils présentent la forme des agaricoïdes, morphologies constantes chez les genres les plus connus, Amanita, Agaricus et les Lepiota. On rencontre les principales formes de chapeaux à lamelles chez les Agaricales ainsi que les principales formes de marge du chapeau. Toutefois certains vont présenter des formes pleurotoïdes comme les Pleurotes, les Crépidotes et les Plicaturopsis qui ne présentent pas de symétrie axiale du pied. La chair des agaricales est ferme et présente souvent une texture fibreuse. Les Agaricales sont tous lamellés et leurs lamelles sont libres ou sublibres, sauf les Plicaturopsis qui sont ridés. Le pied se détache facilement du chapeau.
Enfin, signalons les Clavariaceae qui ressemblent à des massues et les étranges Nidulariaceae, qui se présentent comme de minuscules nids d'oiseau, ces deux familles étant à la base de l'évolution des agaricales. Les spores sont soit blanches, soit de couleur brun noirâtre à noire.

## Distribution
Les familles de l'ordre des Agaricales sont omniprésentes, et peuvent être trouvées sur tous les continents.

## Écologie
La plupart sont terrestres, leurs habitats, y compris tous les types de forêts et de prairies, variant largement d'un genre à l'autre.
On a longtemps cru les Agaricales uniquement terrestres, jusqu'à la découverte en 2005 d'une espèce aquatique, Psathyrella aquatica, le seul champignon à lamelles qui pousse sous l'eau.

## Propriétés

### Propriétés antitumorales
Une lectine qui exerce une activité antitumorale puissante a été isolée à partir des specimens adultes comestibles frais du champignon Pleurotus ostreatus.

### Bioluminescence

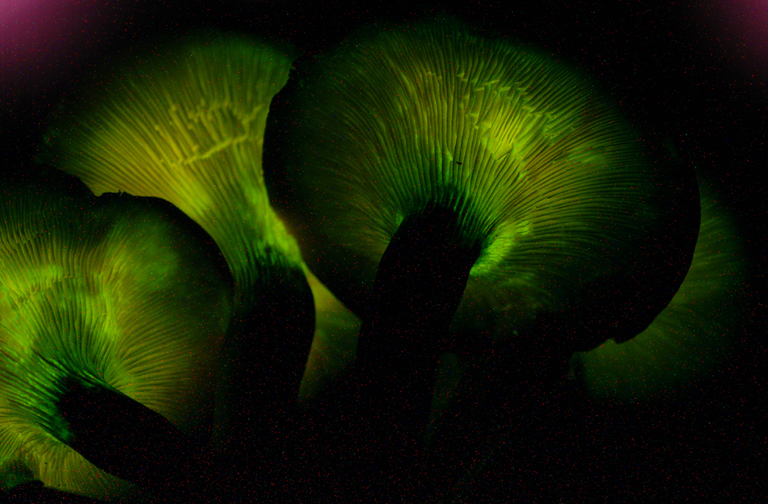
Bioluminescence du genre Omphalus : Pleurote de l'olivier, Omphalotus olearius

La bioluminescence du Pleurote de l'olivier, d'une couleur bleu-vert, n'est observable que dans des conditions de faible éclairage lorsque l'œil s'est adapté à l'obscurité. Le champignon entier ne s'éclaire pas, ce sont seulement ses lames. Ce phénomène, proche de celui de l'émission de lumière chez les lucioles, est dû à une enzyme, appelée luciférase qui oxyde un composé appelé la luciférine, conduisant à l'émission de lumière.

### Couleurs

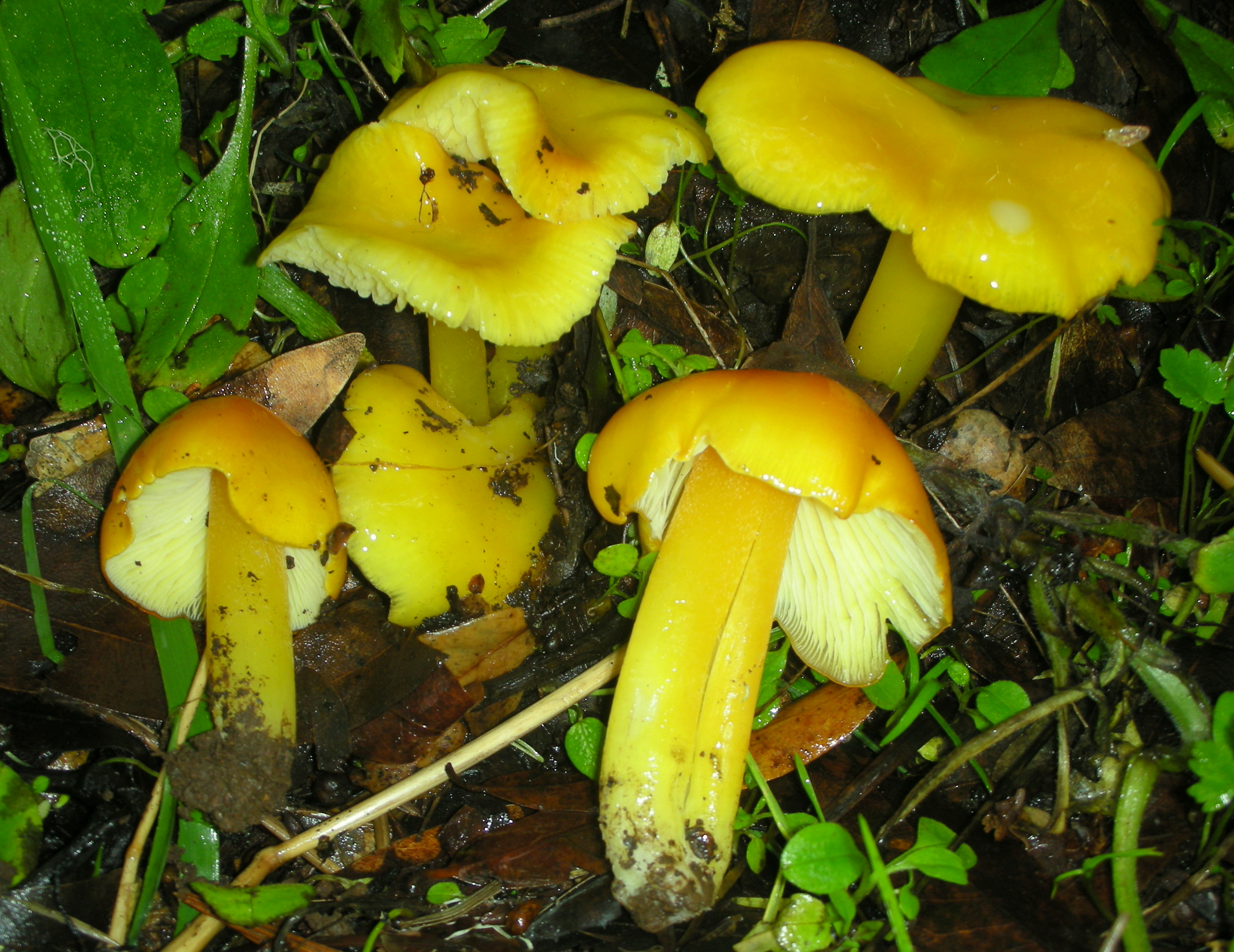
Les couleurs vives des Hygrocybes

Le genre Hygrocybe présente certains des champignons aux couleurs les plus vives que l'on trouve dans la nature: jaune et rouge vif, comme Hygrocybe flavescens et Hygrocybe punicea et même vert comme Hygrocybe psittacina.

### Substances hallucinogènes
Certaines espèces produisent des substances hallucinogènes, comme Amanita muscaria ou Psilocybe semilanceata.

### Toxicité
On trouve dans de nombreuses agaricales, mais principalement dans la famille des Amanitaceae les amatoxines et les phallotoxines, ainsi que la phallolysine qui présente une certaine activité hémolytique (destruction des globules rouges dans le sang) et l’antamanide qui a également été isolé et qui pourrait jouer une activité antitoxique contre les phallotoxines.

## Utilisations
Certaines agaricales sont parmi les meilleurs champignons comestibles, comme Amanita Cæsarea, considérée comme l'excellence des comestibles, d'autres sont excellents comme les Pieds bleu, les Pleurotes, les Pholiotes changeantes et les Lentins. Toutefois, la plupart des agaricales sont médiocres. Certaines espèces sont même particulièrement vénéneuses, telles Amanita verna ou Amanita phalloides, qui sont responsables de la majorité des empoisonnements mortels causés par des champignons à travers le monde, ou Amanita virosa appelée non sans raison l'ange de la mort.

## Culture

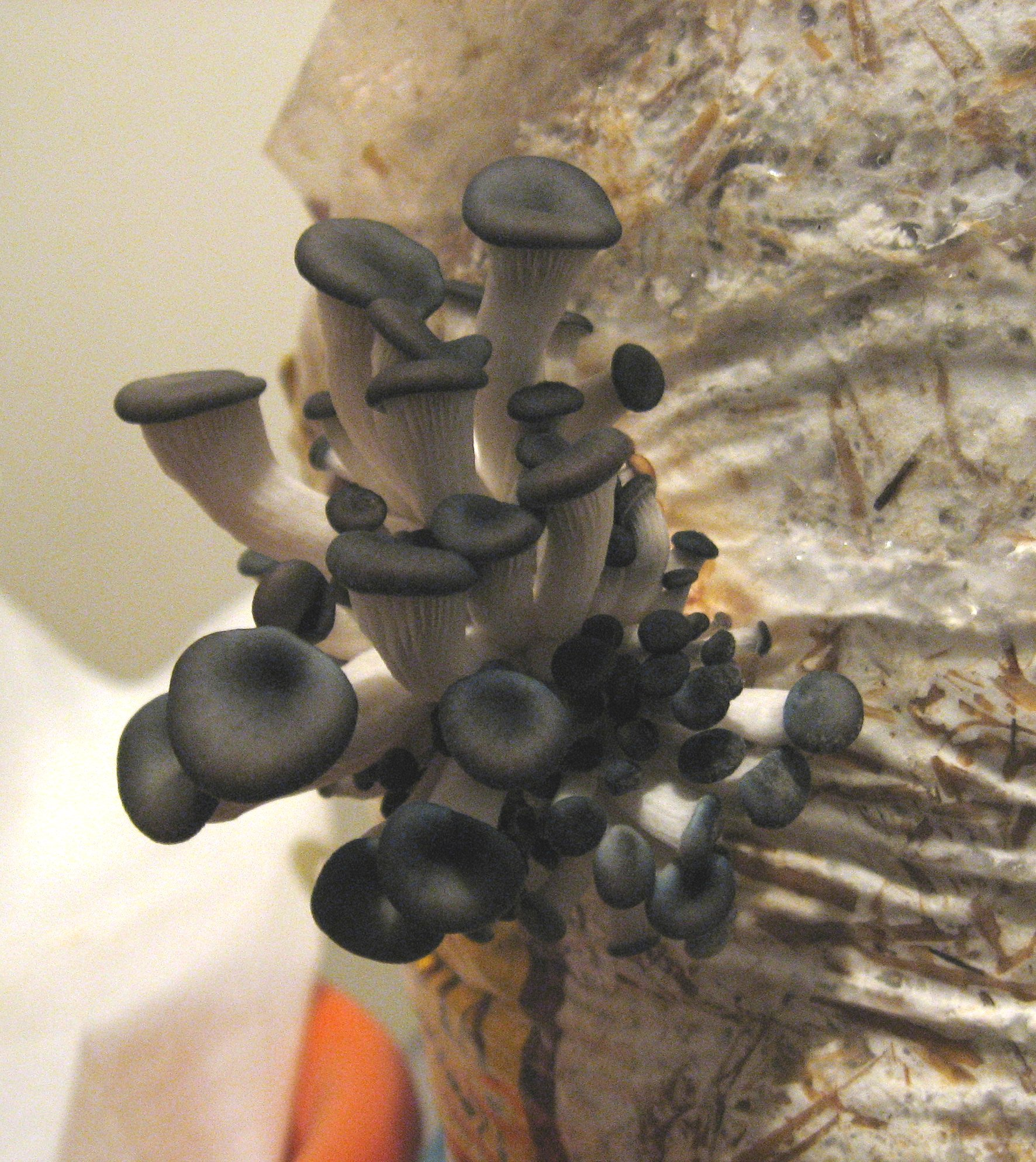
Culture de Pleurotus ostreatus, spécimens jeunes, cornucopiés

C'est parmi les Agaricales que l'on trouve les espèces principales d'intérêt économique dont on maitrise la culture, telles le champignon de Paris, Agaricus bisporus et ses variétés, tandis que les autres espèces sont vendues comme champignons des bois comme le pied bleu, Lepista nuda ou le shitaké Lentinula edodes et les plus importants en quantité, les Pleurotes dont  Pleurotus ostreatus et Pleurotus eryngii.

## Genres éteints
Les anciennes familles d'Agaricaceae sont connues au travers de cinq genres monotypiques, trouvés fossilisés dans l'ambre. Les plus vieux connus sont deux genres datant de l'Albien du Crétacé inférieur, il y a environ 100 Ma : Palaeoagaracites antiquus trouvé dans l'ambre birman et Archaeomarasmius leggeti, un peu plus récent, du Turonien, trouvé dans l'Ambre du New Jersey. Les trois autres espèces : Yaniguaensis aureofungus, Coprinites dominicana et Protomycena electra sont connus à partir de spécimens uniques trouvés dans l'ambre de la République dominicaine des mines d'Hispaniola.

### Historique

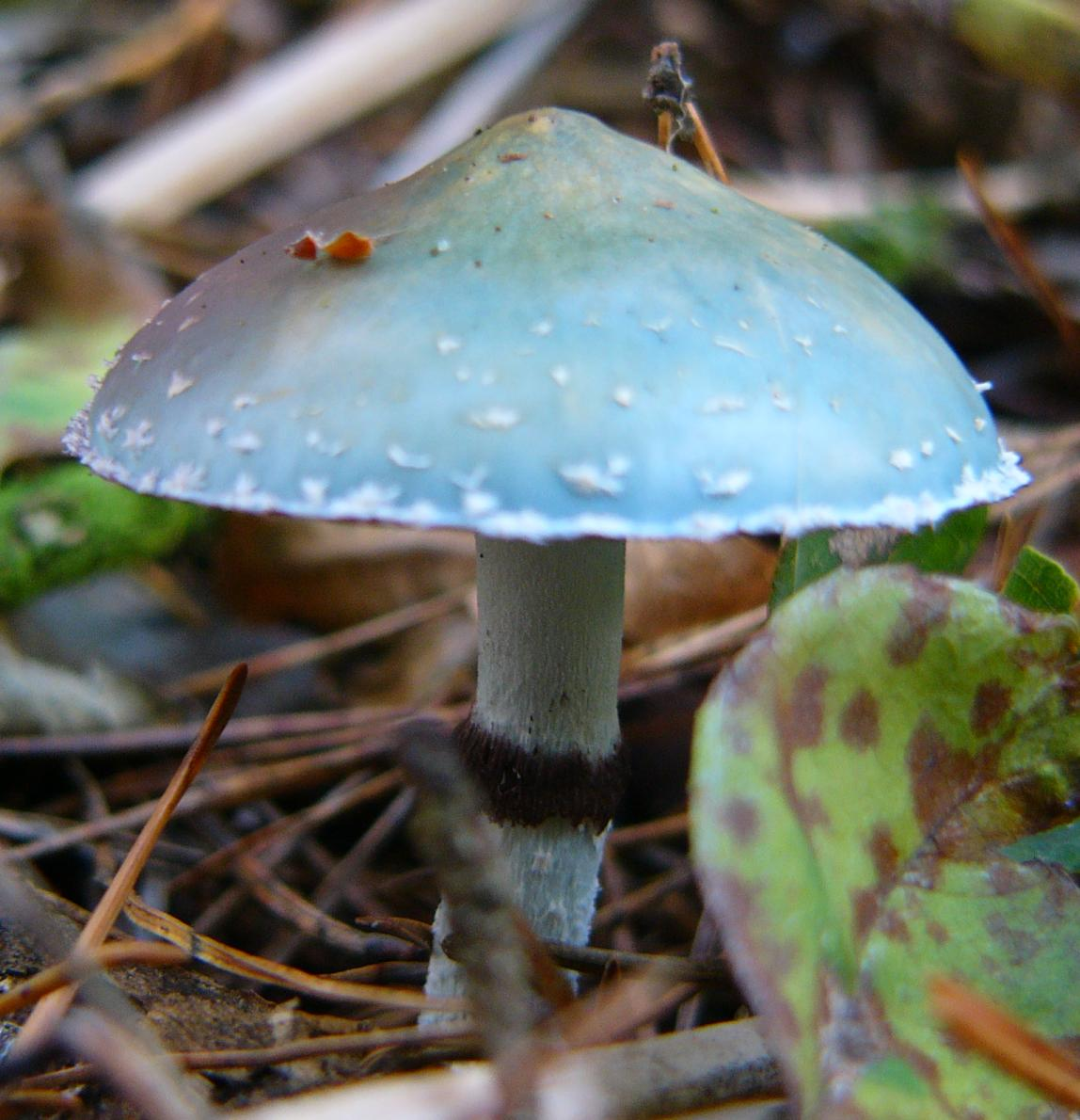
Stropharia aeruginosa

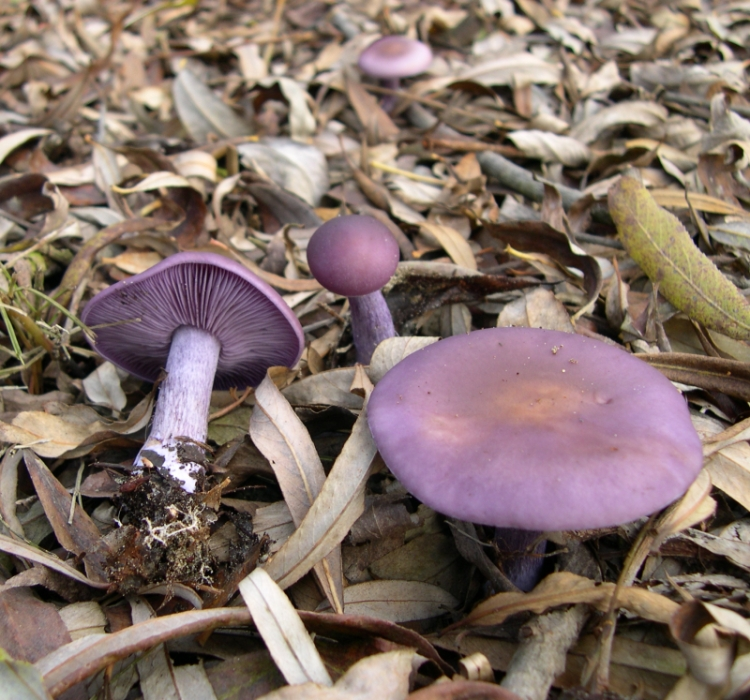
Lepista nuda de la famille des Tricholomataceae

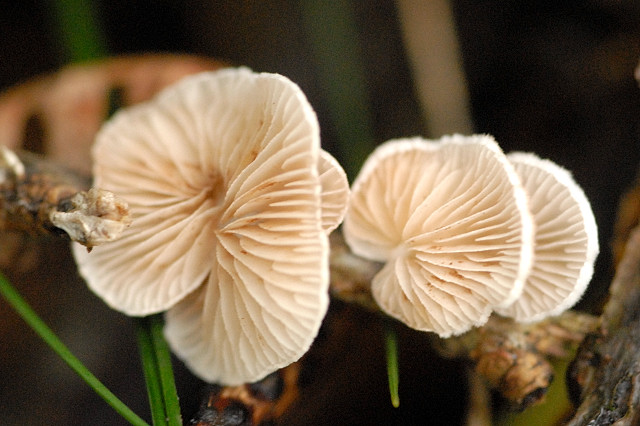
Crepidotus variabilis de la famille des Crepidotaceae

## Taxinomie

### Le classement de Fries
Dans ses trois volumes de Systema Mycologicum publiés entre 1821 et 1832, Elias Fries regroupe presque tous les champignons charnus pour former la tribu des Agaricus. Il avait organisé ce grand genre en «tribus», les noms de plusieurs de ceux-ci existant toujours comme genres communs d'aujourd'hui. Fries élèvera par la suite plusieurs de ces tribus à un niveau générique, mouvement qui sera continué par divers auteurs des XIXe et XXe siècles, notamment Gillet, Karsten, Kummer, Quélet et Staude feront la plupart des modifications.

### Révision de Fayod et Patouillard
Fries avait basé son classement sur les caractères macroscopiques des carpophores et la couleur des spores. Son système fut largement utilisé, de nombreux genres devenaient facilement identifiables sur la base des caractères observables sur le terrain. Le classement de Fries fut contesté à partir de la fin du XIXe lorsque les études microscopiques de la structure des basidiomes, initiées par Fayod et Patouillard, démontrèrent que plusieurs groupements proposés étaient plutôt des regroupements hétéroclites.

### Révision de Singer
Plus récemment, en taxinomie moderne, le travail très important de Rolf Singer sur les Agaricales, publié en quatre éditions allant de 1951 à 1986 utilise à la fois les caractères macroscopiques de Fries et les caractères microscopiques de Fayod pour réorganiser les familles et les genres : son classement le plus récent inclut 230 genres au sein de 18 familles. Rolf Singer a traité trois grands groupes au sein des Agaricales sensu lato : les Agaricales sensu stricto, les Boletales et les Russulales. Ces groupes sont toujours acceptés par les analyses modernes basées sur les comparaisons de séquences d'ADN, comme le clade des Euagarics, le clade Bolet, et le clade Russuloïde.

### Révision phylogénétique et création de six clades
- Si vous ne connaissez pas le sujet, laissez ce bandeau (vous pouvez alors contacter les auteurs).
- Si vous supprimez le contenu mis en cause (vous pouvez préalablement contacter les auteurs),

argumentez précisément cette suppression dans la page de discussion
(un manque de référence n'est pas un argument ; une recherche réelle de référence doit avoir été effectuée, être formellement documentée).
En 2006, une étude a montré que les champignons à lamelles formaient un groupe hétéroclite. Ainsi, par exemple, les chanterelles ont été sorties de l'ordre des Agaricales. Les études moléculaires ont également conduit à intégrer les genres Russula et Lactarius  dans l'ordre distinct des Russulales. D'autres champignons à lamelles, y compris des espèces telles que Paxillus involutus et Hygrophoropsis aurantiaca ont montré une forte affinité avec les bolets et placés dans l'ordre des Boletales.
En outre, d'autres champignons ont été récemment réintégrés dans les Agaricales, comme la vesse de loup, et certains champignons clavaroïdes (par exemple le genre Typhula, ainsi que la langue de bœuf, Fistulina hepatica).
Les contours de l'ordre des Agaricales ont donc été redessinés et des regroupements phylogénétiques au sein de ce groupe ont été recherchés. Une étude à grande échelle, utilisant des séquences d'acides nucléiques représentant six gènes des régions de 238 espèces dans 146 genres, a montré que la plupart des espèces testées peuvent être regroupées en six clades qui ont été nommés Agaricoïde, Hygrophoroïde, Tricholomatoïde, Marasmioïde, Plicaturopsidoïde, et Pluteoïde, le clade Plicaturoïde étant considéré comme plus éloigné des autres. L'étude a reconnu 30 familles, quatre genres incertae sedis qui n'étaient pas encore intégrés et a proposé deux clades à titre informel.

#### Phylogramme desAgaricales
Le phylogramme ci-dessous numérote de I à VI les six clades d'Agaricales, comme dans la publication phylogénétique originelle, et intègre les résultats d'une étude de 2010 qui a précisé la phylogénie et placé deux ordres nouveaux, les Amylocorticiales et les Jaapiales.
- Agaricomycetidae
  - Clades des Jaapiales
  - Clade des Atheliales
    - 
      - Boletales, Clade des Bolets

    - Amylocorticiales
    - Agaricales, Clade des Euagarics
      - Clade I Plicaturopsidoïde 
        - Clade II Pluteoïde 
        - Clade III Hygrophoroïde 
        - Clade IV Marasmioïde 
        - Clade V Tricholomatoïde
        - Clade VI Agaricoïde

##### Phylogramme élargi desAgaricales

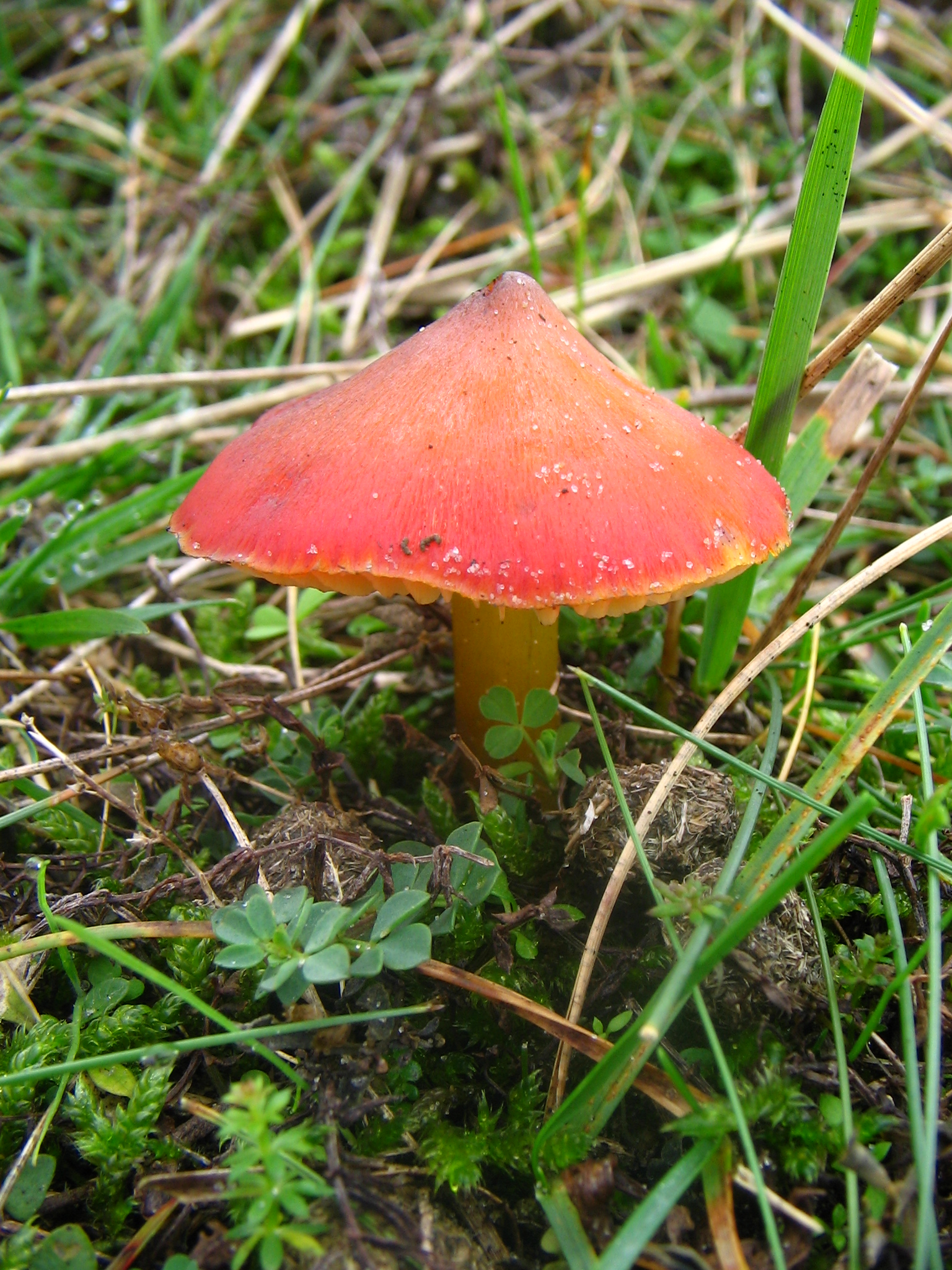
Hygrocybe conica

L'étude a reconnu 30 familles, quatre genres incertae sedis qui n'étaient pas encore intégrés et propose deux nouveaux clades : Catathelasma (dans le clade VI Agaricoïde) et Hydropoïde (dans le clade IV Marasmoïde).
- Agaricomycetidae
  - Clade des Jaapiales
  - Clades des Atheliales
    - Boletales, Clade des Bolets

  - Amylocorticiales
  - Agaricales, Clade des Euagarics
    - Clade I Plicaturopsidoïde
      - 
        - Clavariaceae
          - Atheliaceae
          - Stephanosporaceae

      - Clade II Pluteoïde
        - Limnoperdonaceae
          - Pleurotaceae
          - Amanitaceae
            - Pluteaceae

      - Clade III Hygrophoroïde
        - Typhulaceae
          - Pterulaceae
            - Hygrophoraceae

      - Clade IV Marasmioïde
        - Physalacriaceae
          - Schizophyllaceae
          - Lachnellaceae
          - Omphalotaceae
          - Marasmiaceae

      - Clade V Tricholomatoïde
        - Mycenaceae
          - Clade Catathelasma
            - Tricholomataceae
              - Clitocybae
                - Lyophyllaceae
                - Entolomataceae

      - Clade VI Agaricoïde
        - Nidulariaceae 
        - Cystodermateae
        - Agaricaceae
          - Psathyrellaceae
          - Hydnangiaceae
            - Bolbitiaceae
            - Cortinariaceae sensu stricto 
              - Gymnopileae
                - Tubarieae
                - Panaeoleae
                  - Inocybaceae
                  - Crepidotaceae
                    - Hymenogastraceae
                    - Strophariaceae sensu stricto

### Classification classique des Agaricales en 33 familles

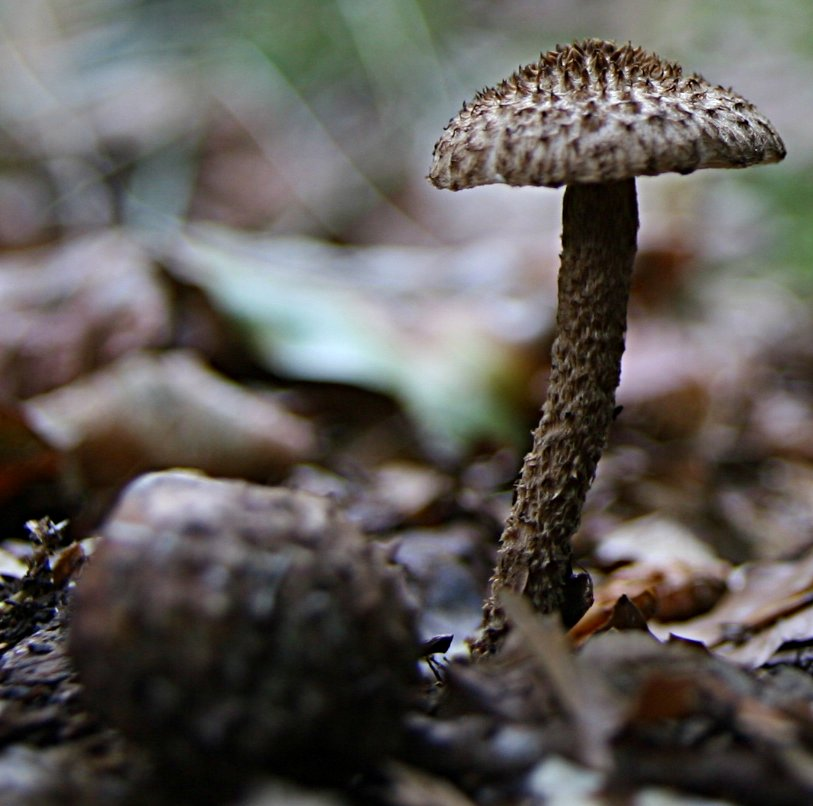
Inocybe hystrix

#### Familles de l'ordre desAgaricales
Cet ordre est constitué des familles et des genres incertae sedis suivantes :
- famille Agaricaceae (agarics et lépiotes)
- famille Amanitaceae (amanites)
- famille Bolbitiaceae
- famille Broomeiaceae
- famille Clavariaceae (une partie des clavaires)
- famille Cortinariaceae (cortinaires)
- famille Cyphellaceae
- famille Entolomataceae (entolômes)
- famille Fistulinaceae
- famille Gigaspermaceae
- famille Hemigasteraceae
- famille Hydnangiaceae
- famille Hygrophoraceae (hygrophores)
- famille Inocybaceae (inocybes)
- famille Lyophyllaceae
- famille Marasmiaceae (marasmes)
- famille Mycenaceae
- famille Niaceae
- famille Phelloriniaceae
- famille Physalacriaceae
- famille Pleurotaceae
- famille Pluteaceae
- famille Psathyrellaceae
- famille Pterulaceae
- famille Schizophyllaceae
- famille Strophariaceae
- famille Tricholomataceae tricholômes
- famille Typhulaceae

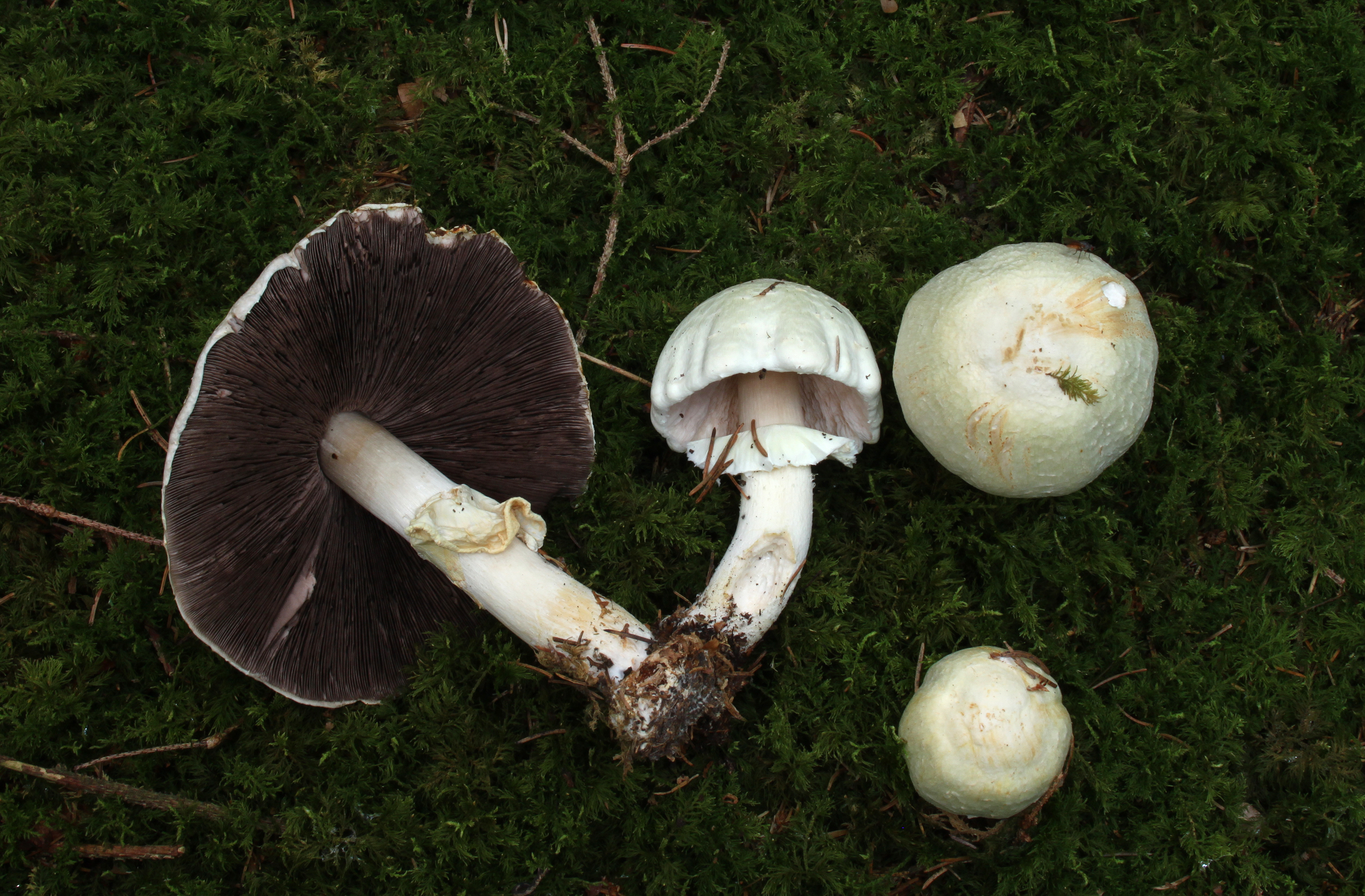
Agaricus silvicola (Agaricaceae)
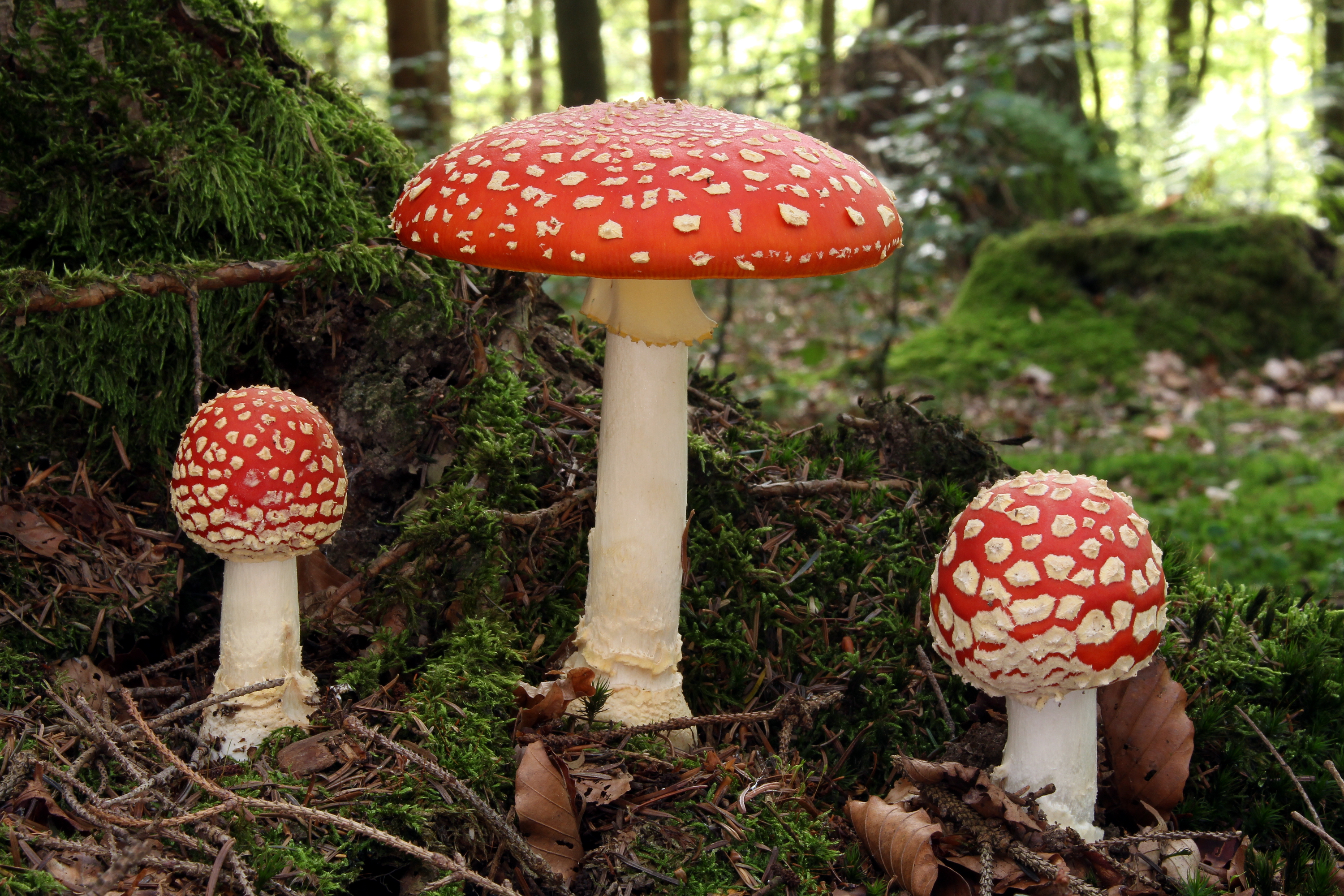
Amanita muscaria (Amanitaceae)
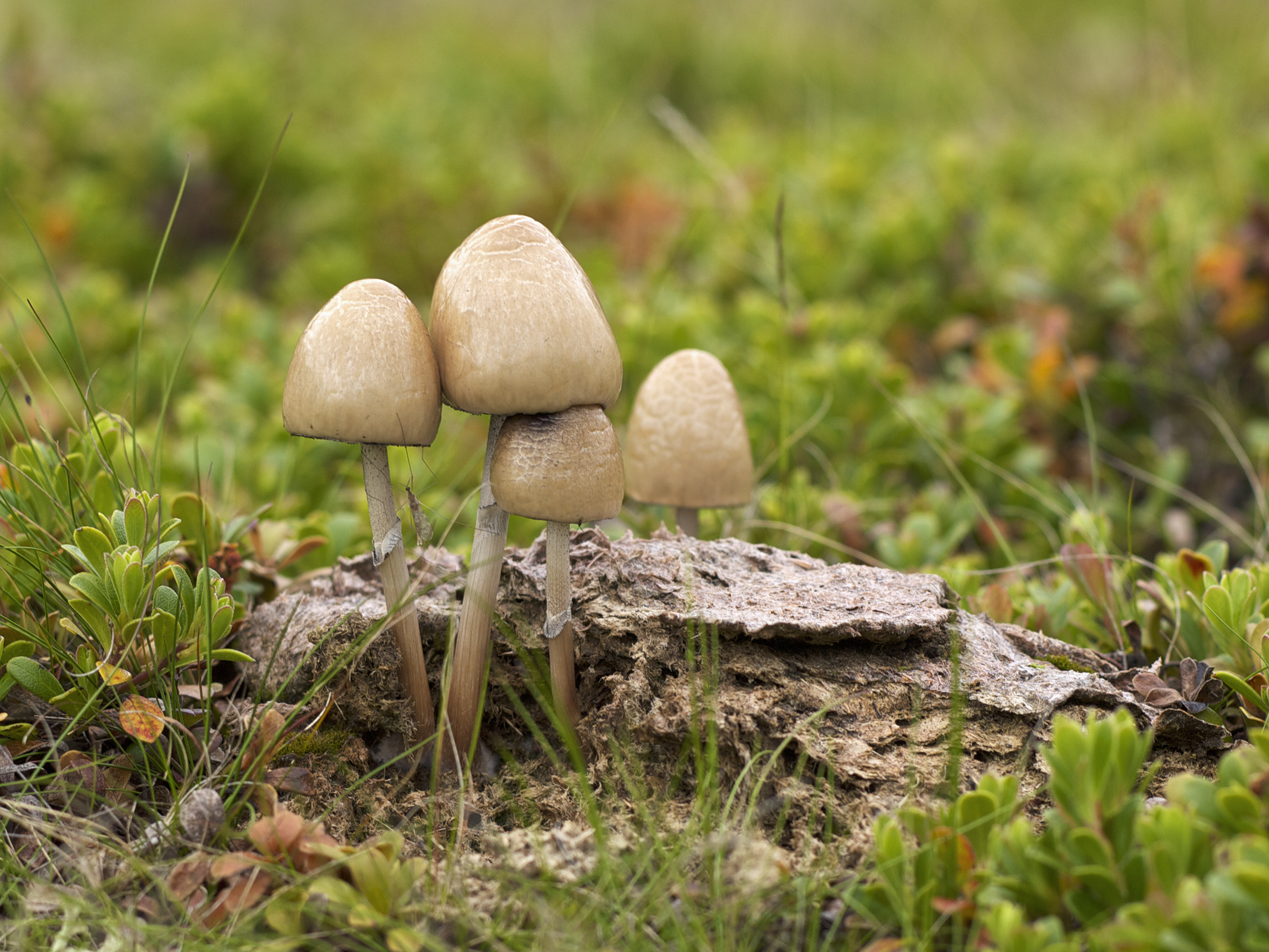
Panaeolus semiovatus (Bolbitiaceae)
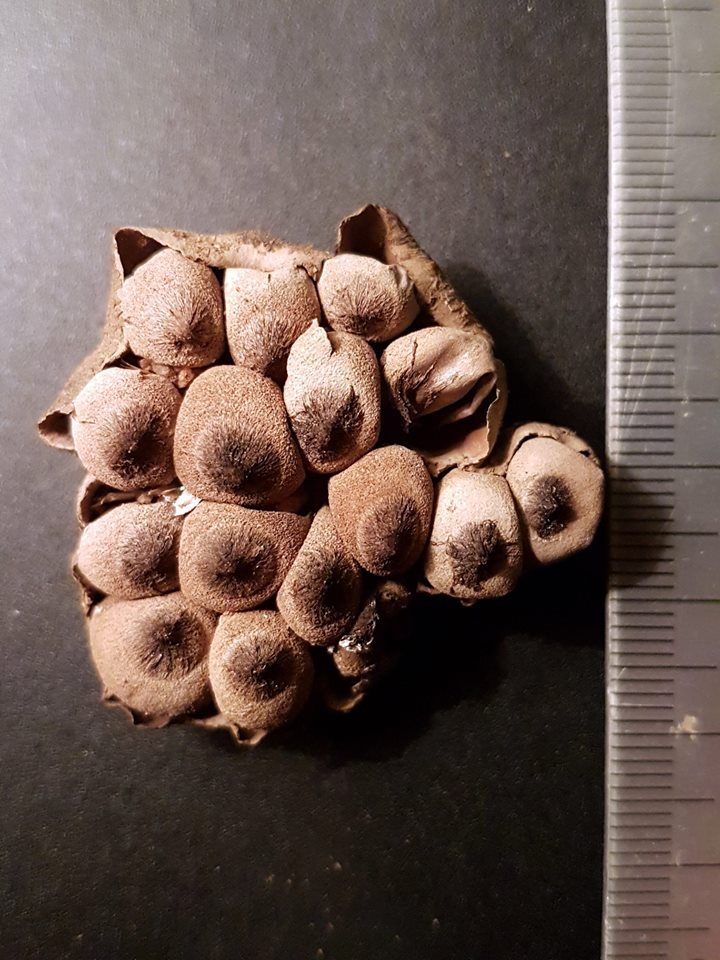
Broomeia congregata (Broomeiaceae)
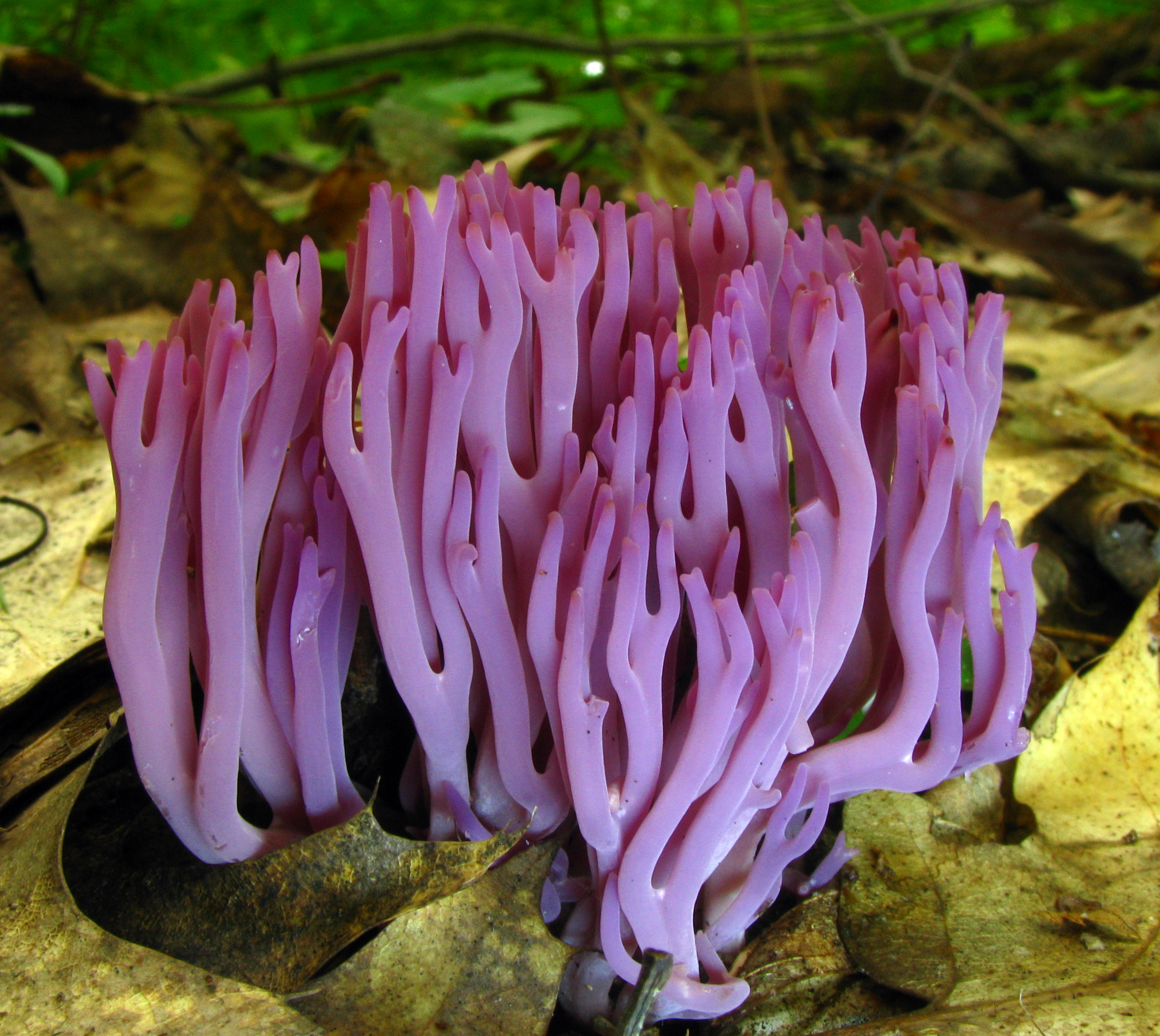
Clavaria zollingeri (Clavariaceae)
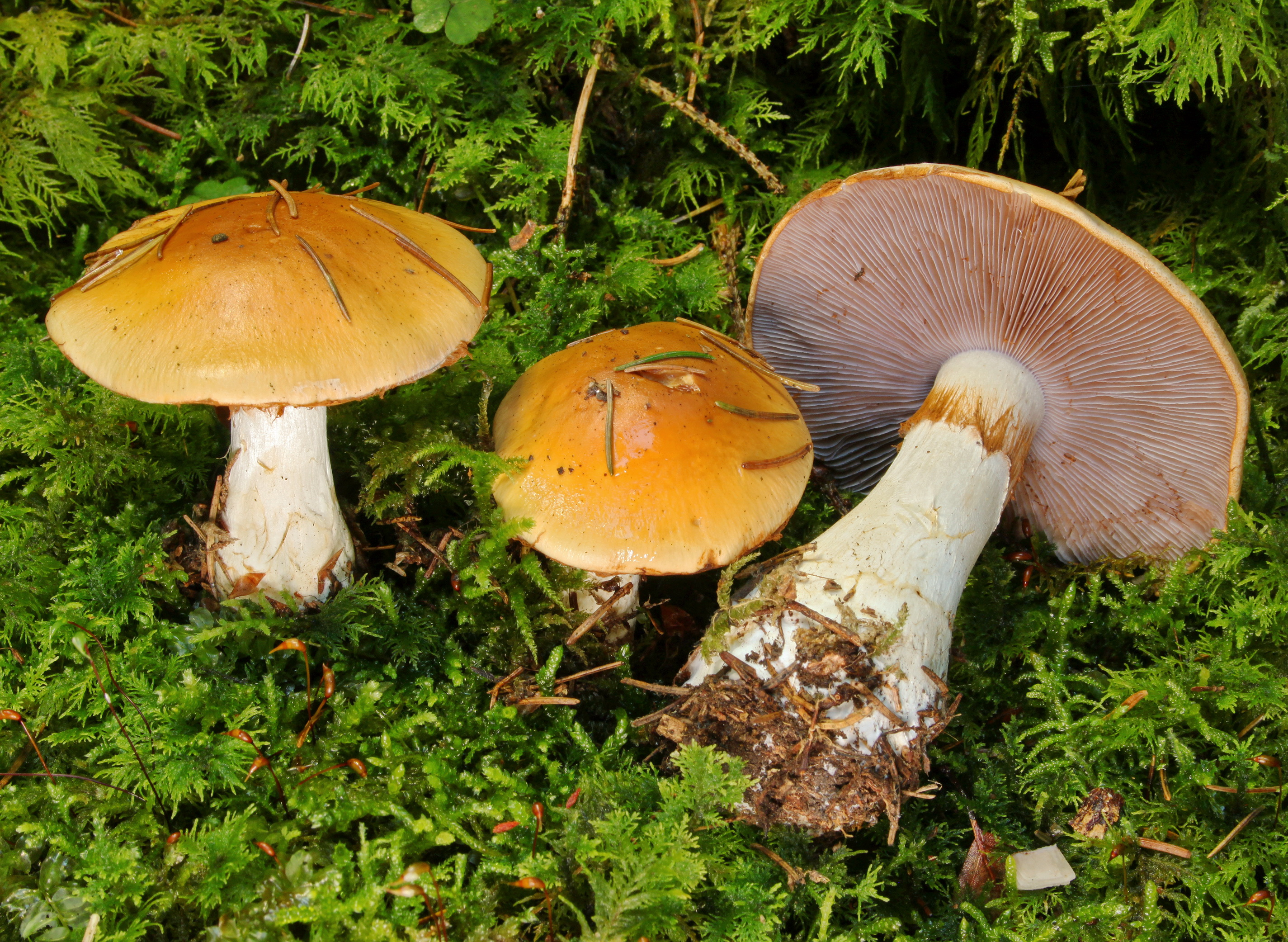
Cortinarius varius (Cortinariaceae)
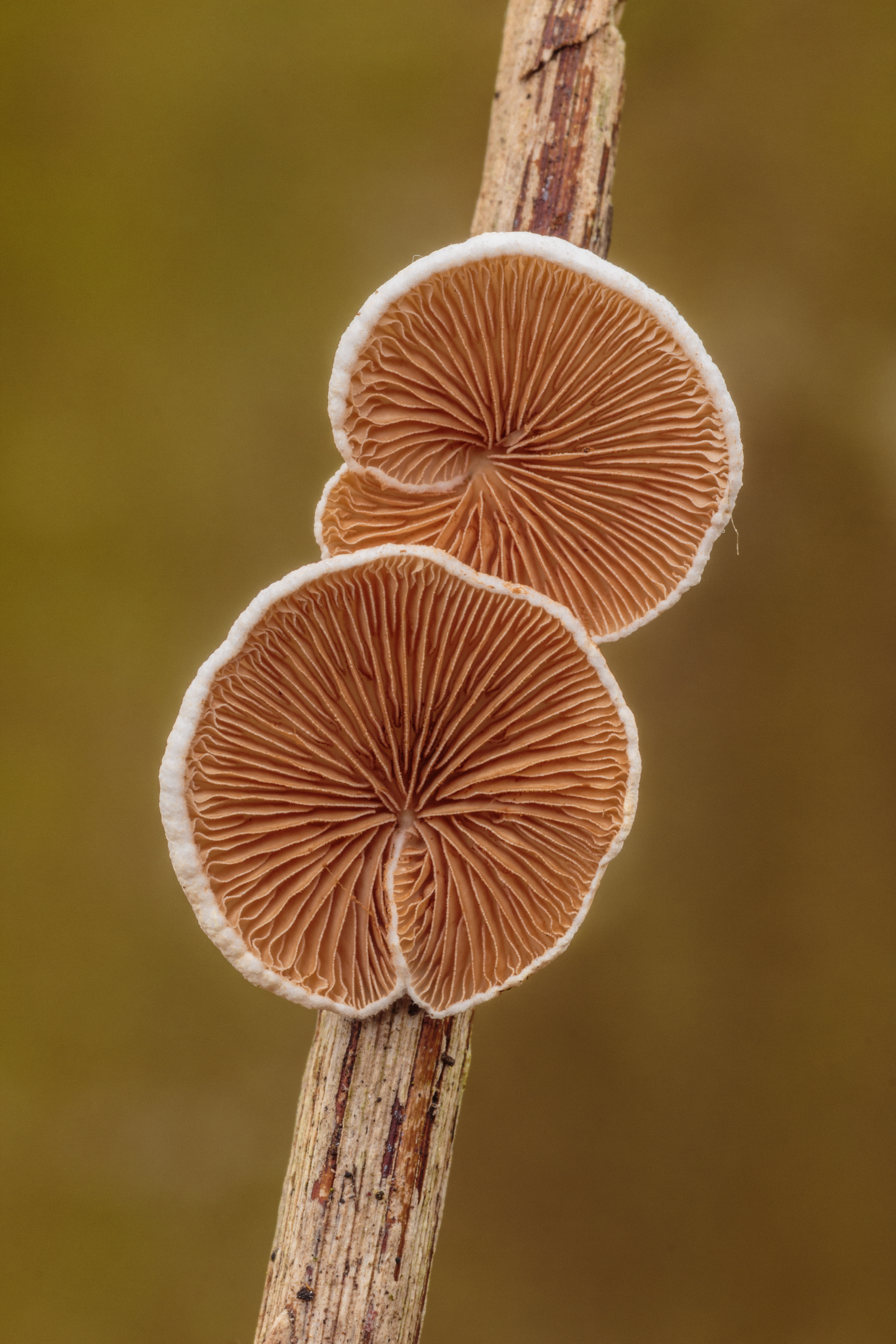
Crepidotus variabilis (Crepidotaceae)
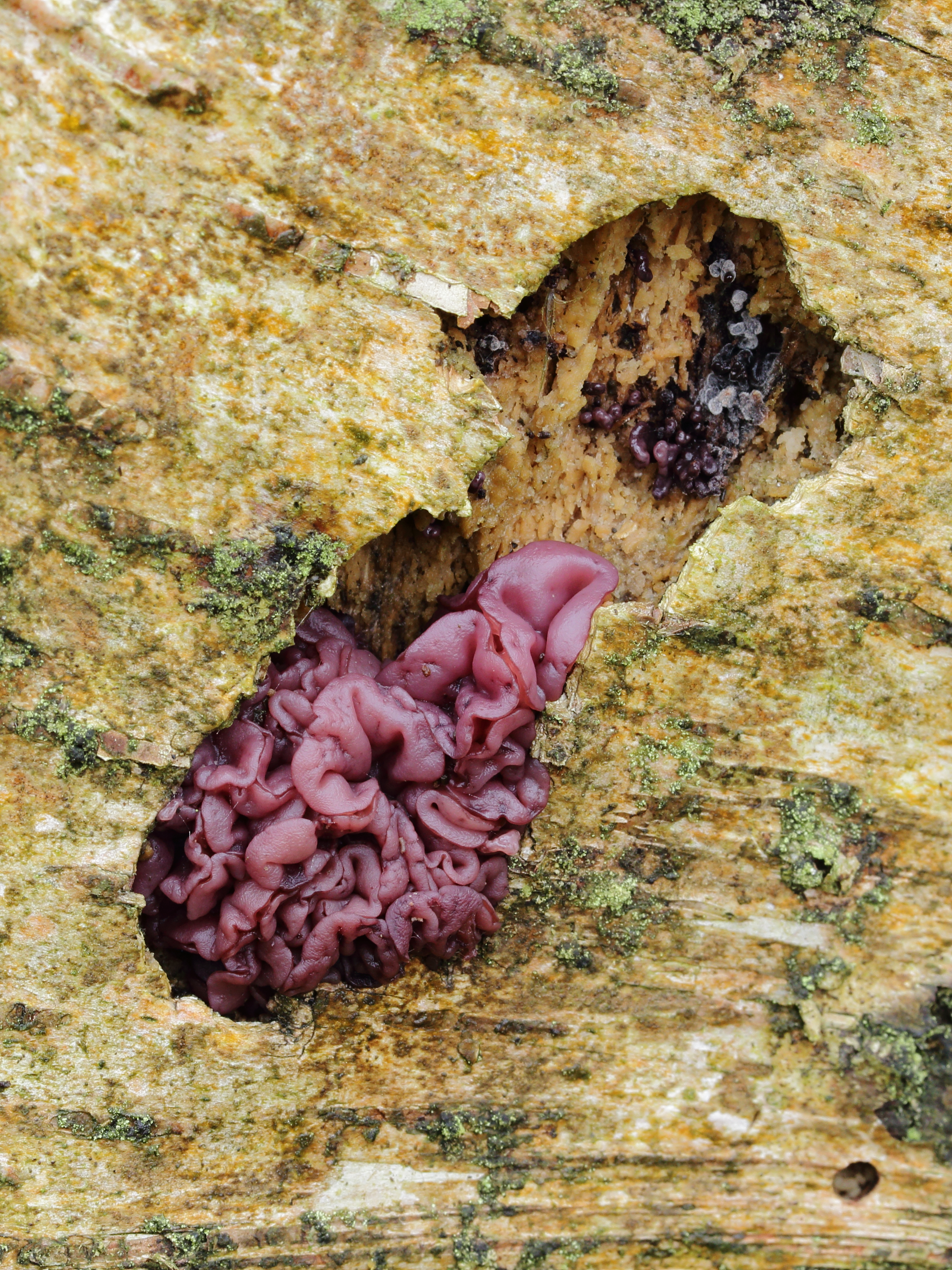
Chondrostereum purpureum (Cyphellaceae)
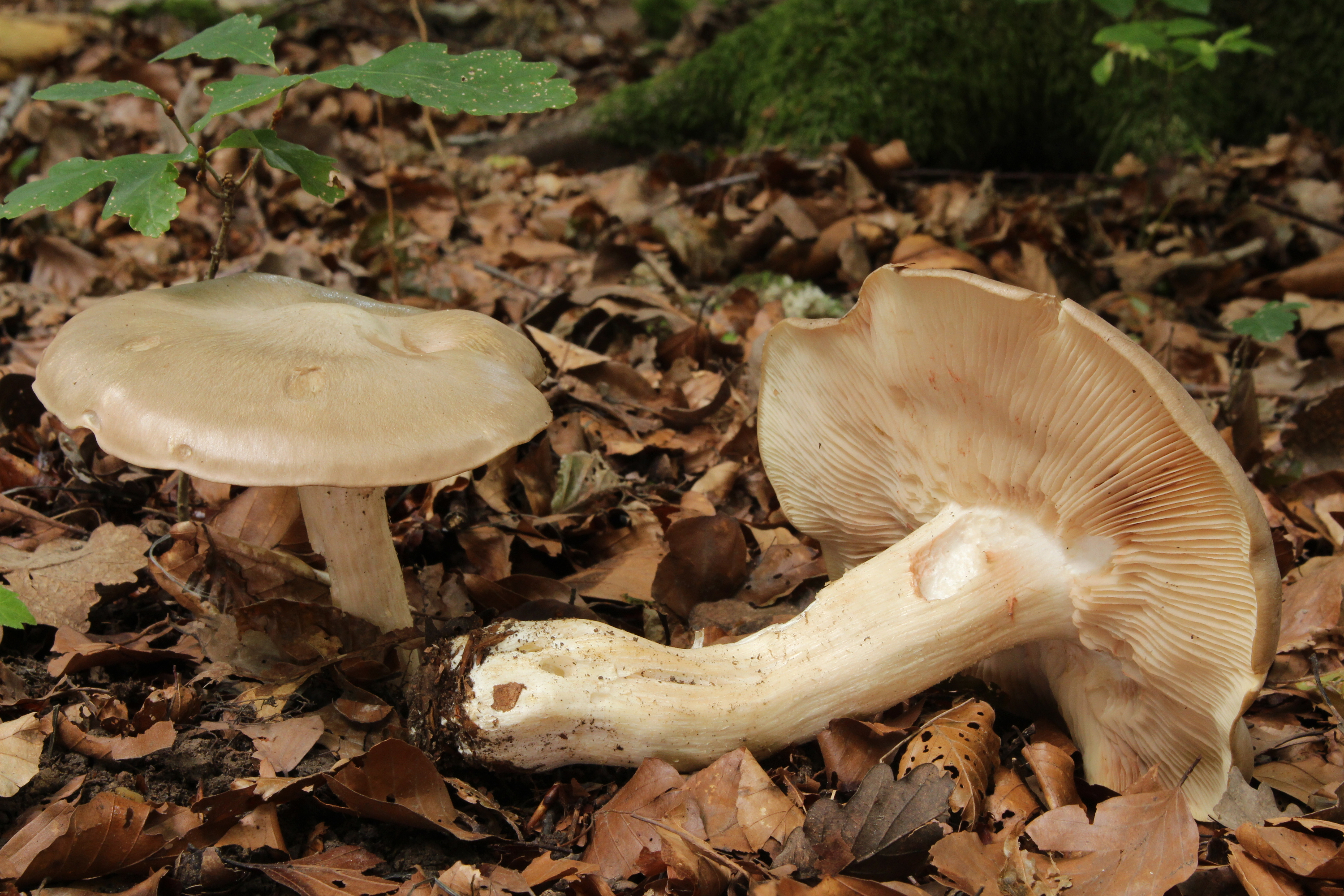
Entoloma sinuatum (Entolomataceae)
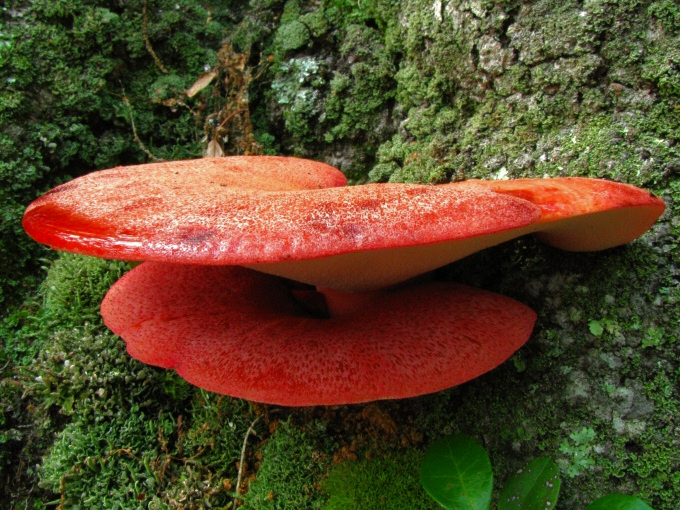
Fistulina hepatica (Fistulinaceae)
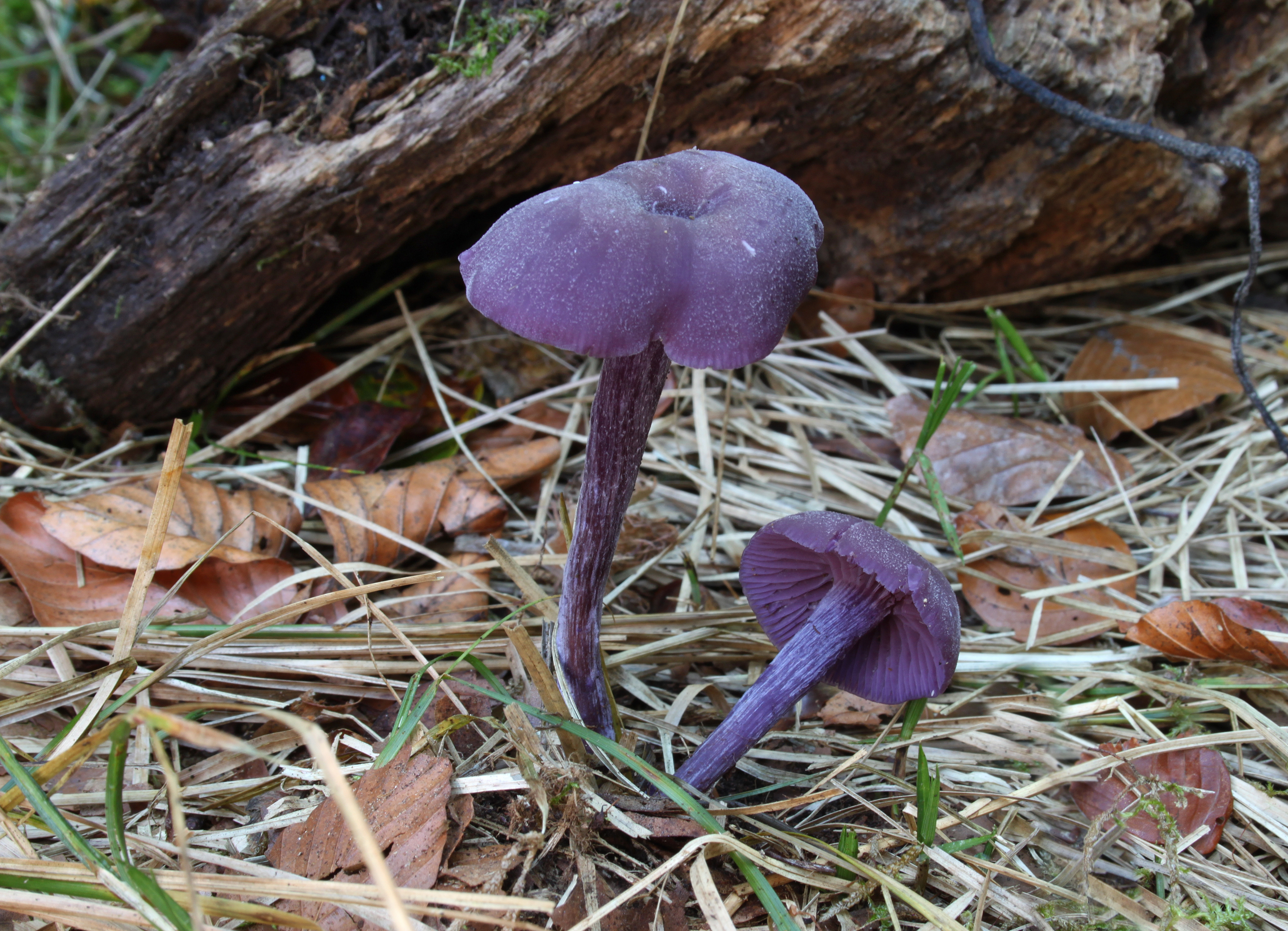
Laccaria amethystina (Hydnangiaceae)
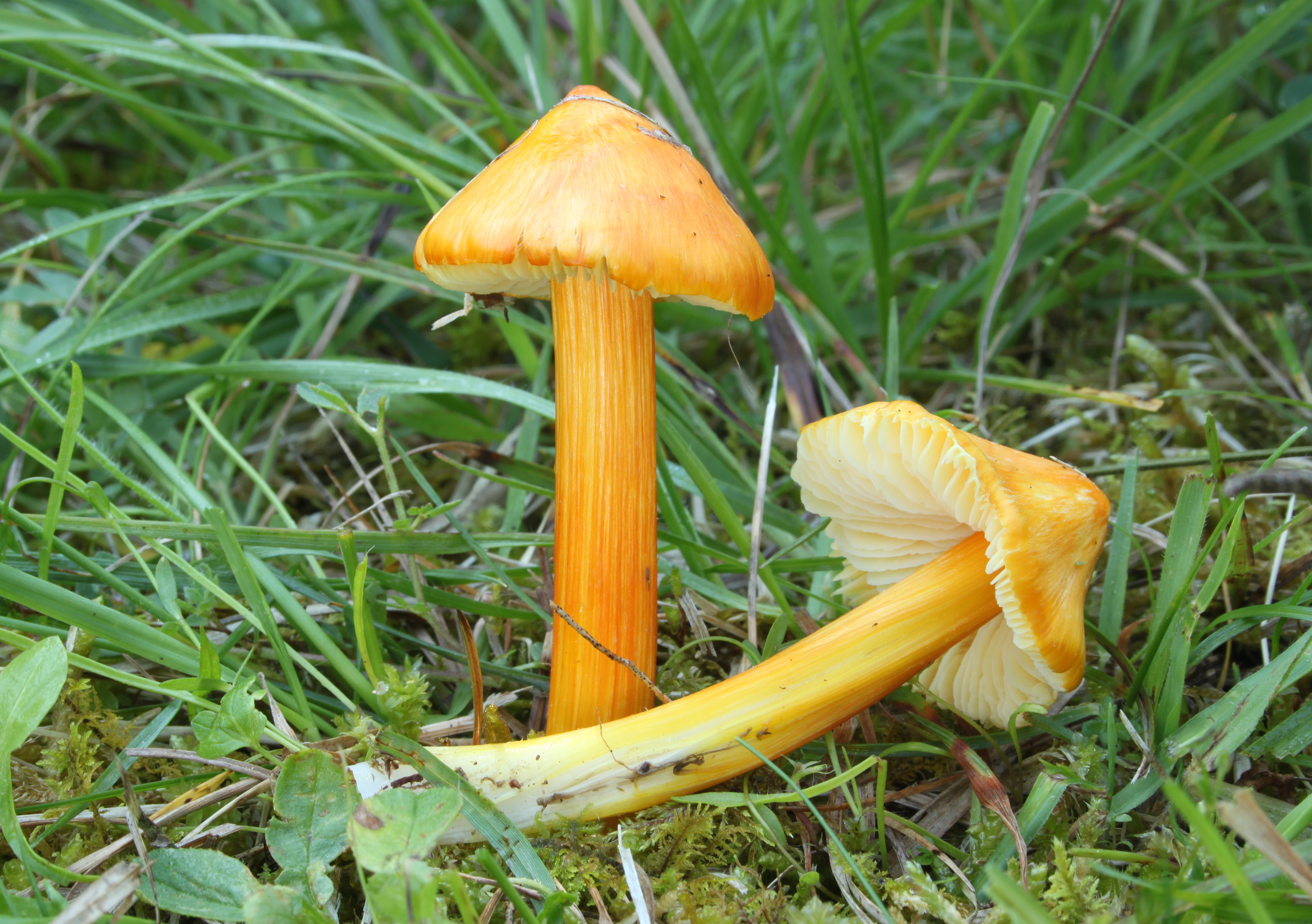
Hygrocybe acutoconica (Hygrophoraceae)
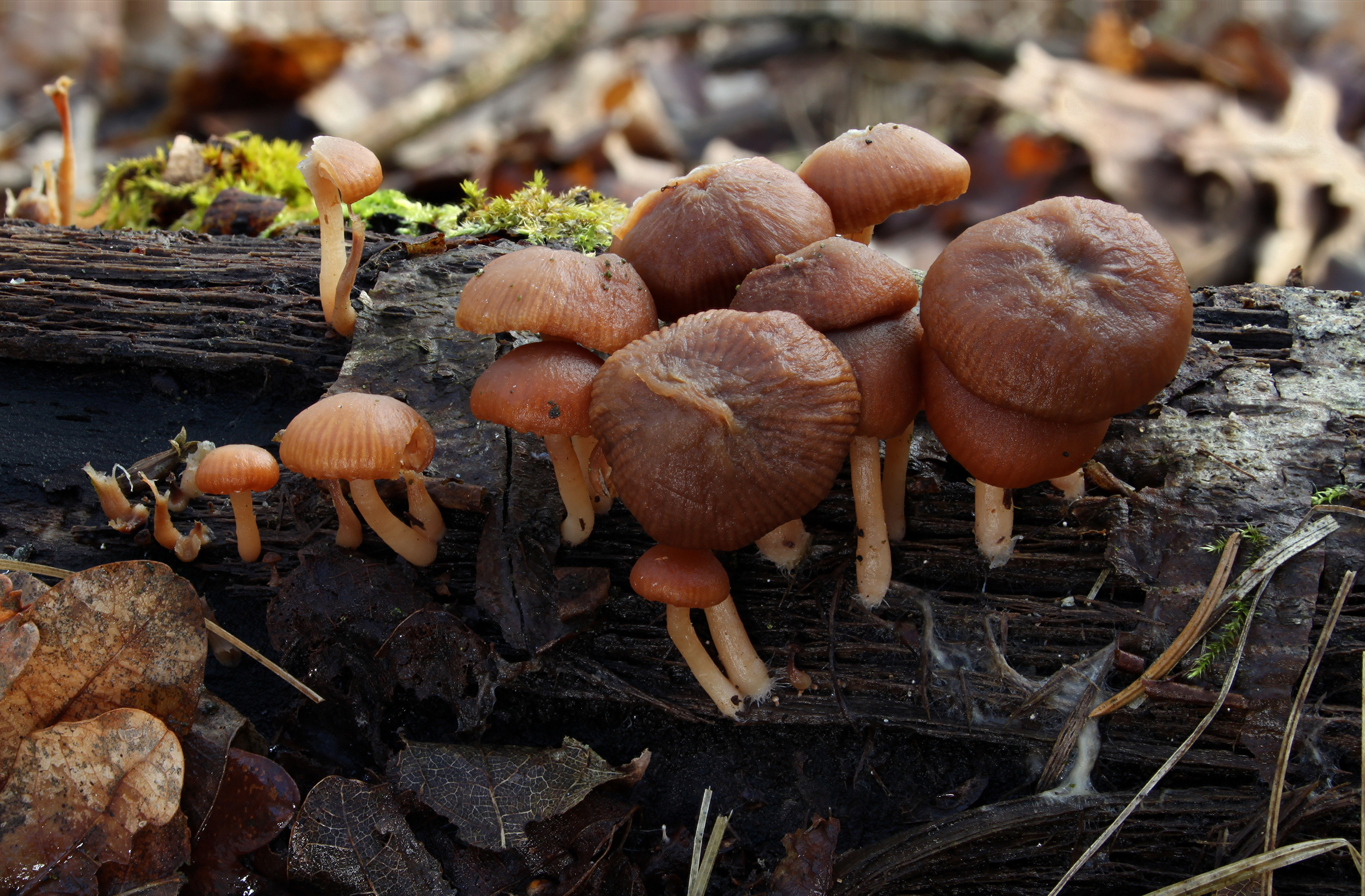
Tubaria furfuracea (Inocybaceae)
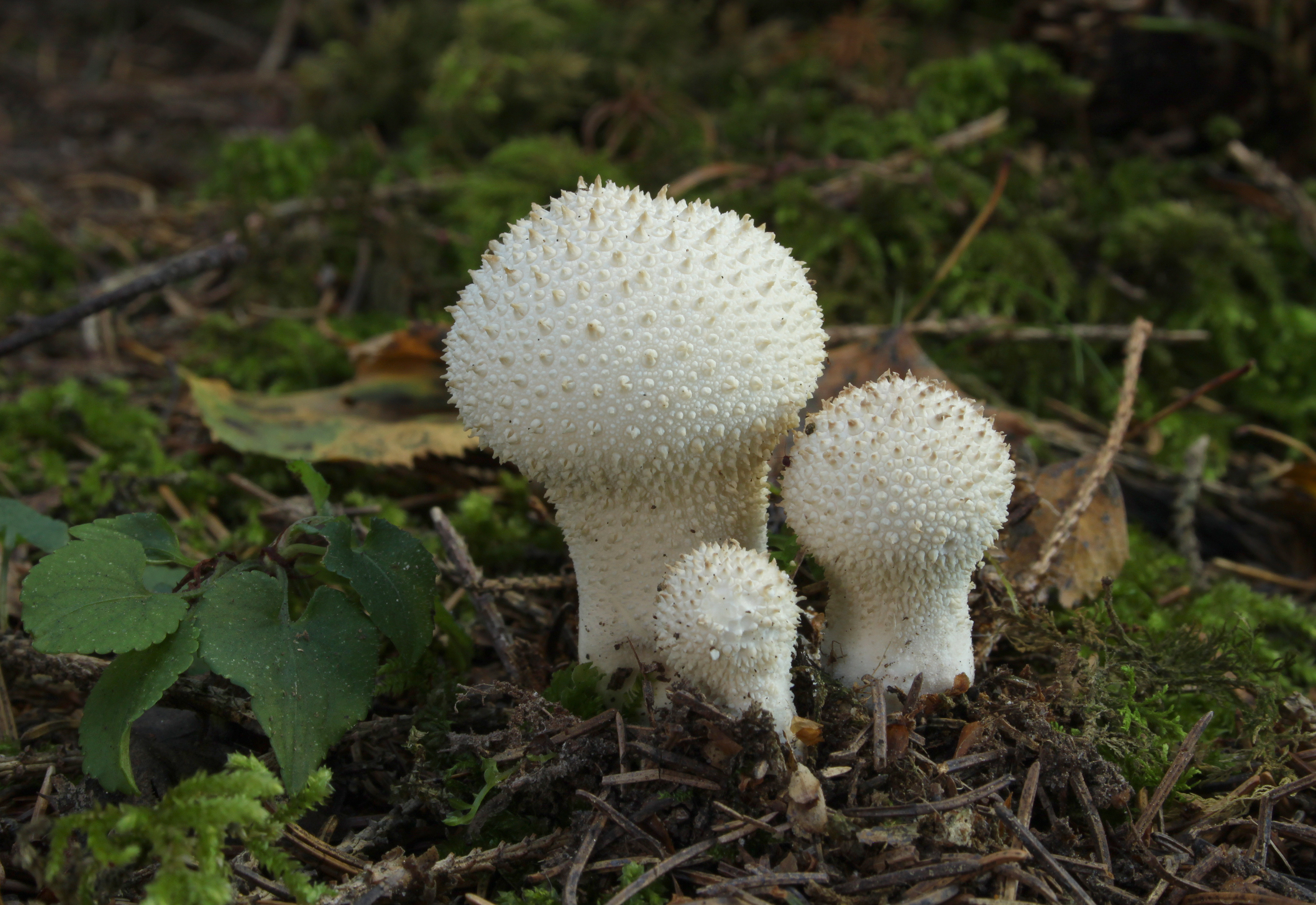
Lycoperdon perlatum (Lycoperdaceae)
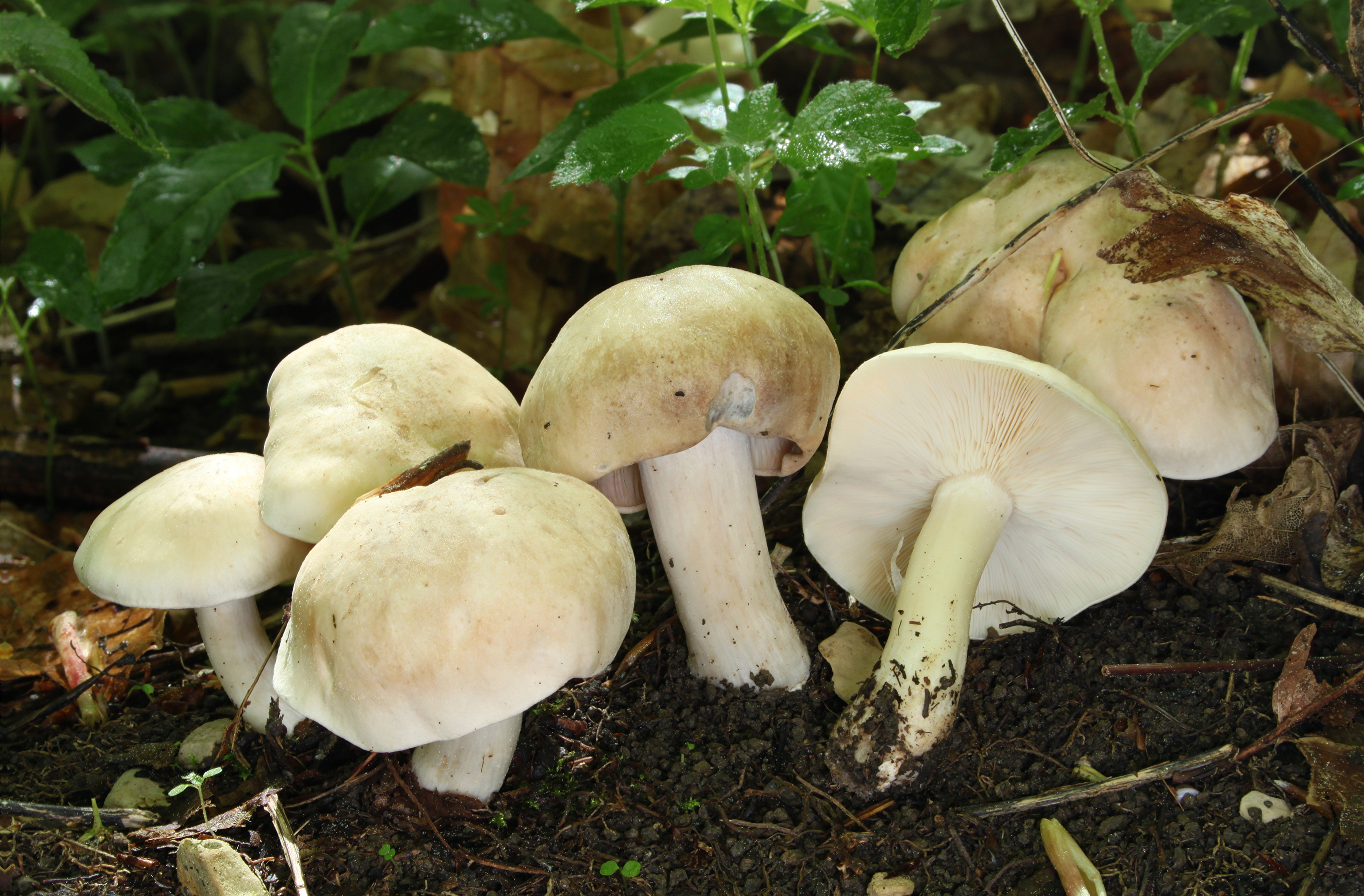
Calocybe gambosa (Lyophyllaceae)
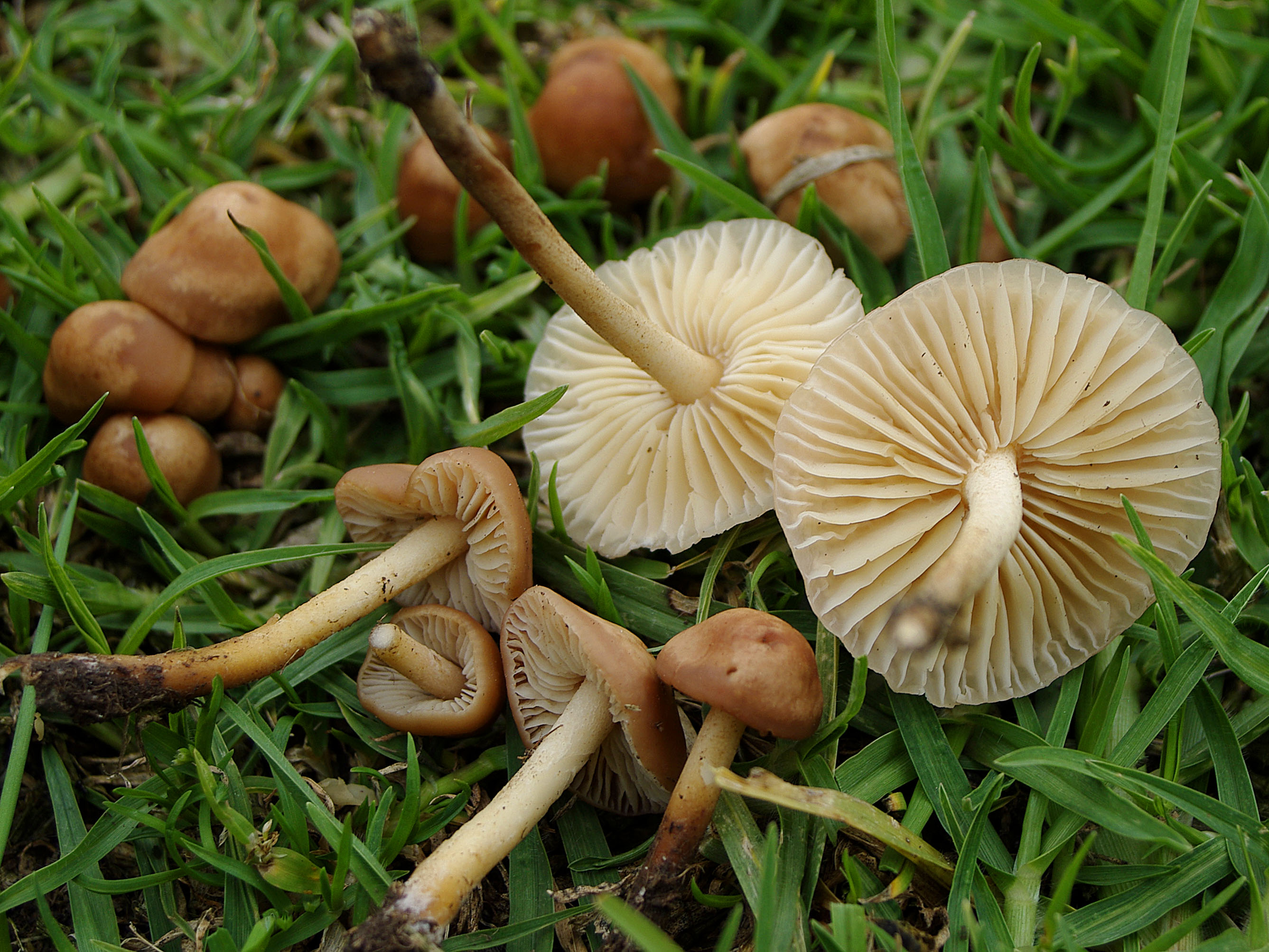
Marasmius oreades (Marasmiaceae)
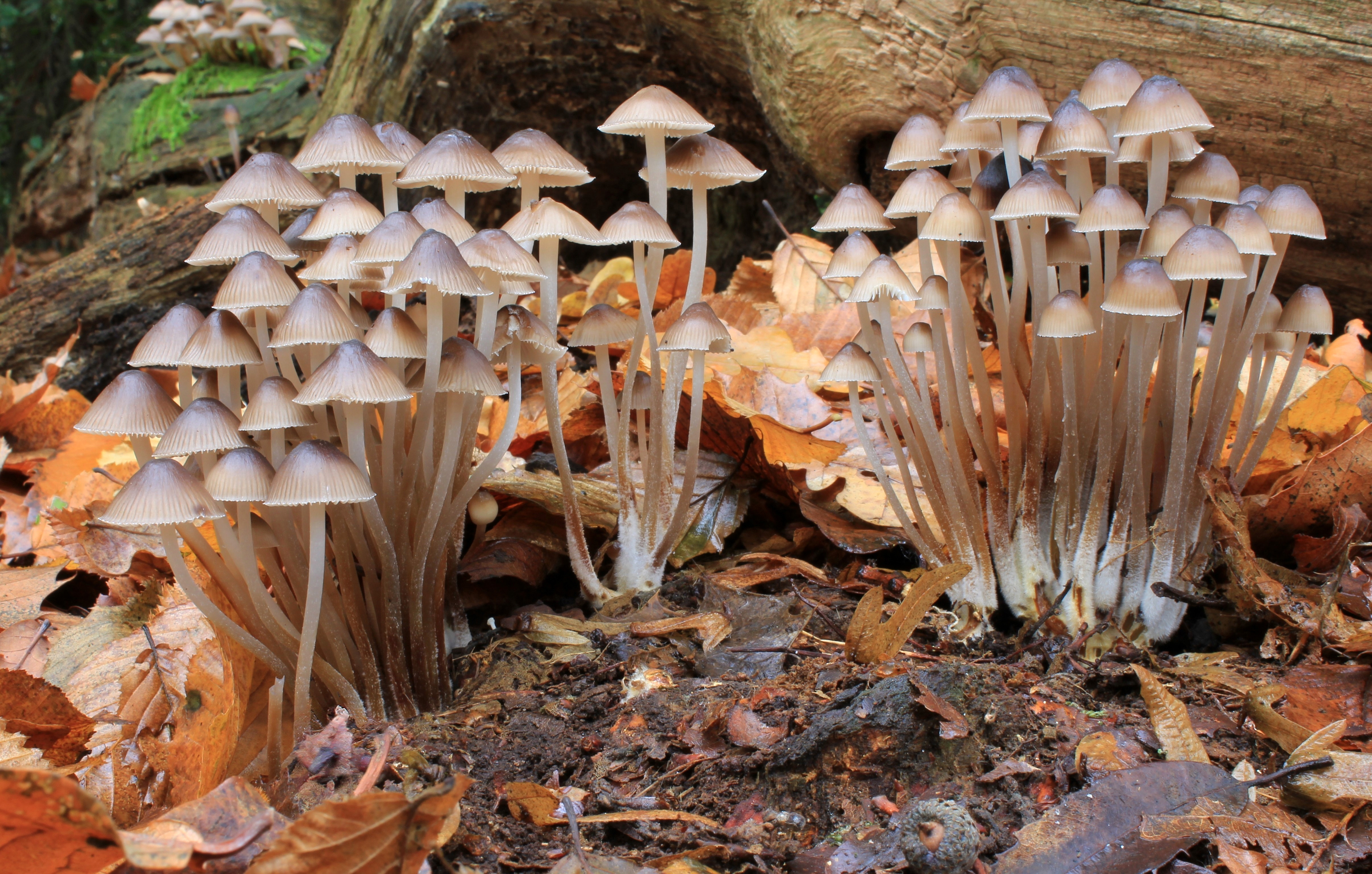
Mycena inclinata (Mycenaceae)
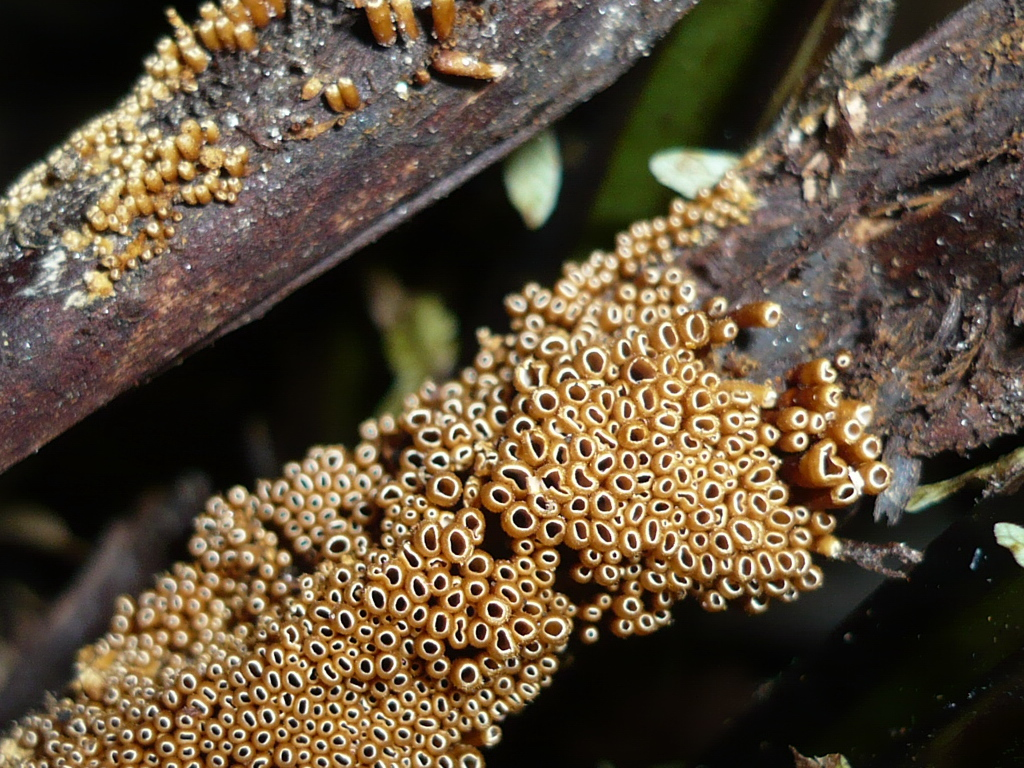
Woldmaria filicina (Niaceae)
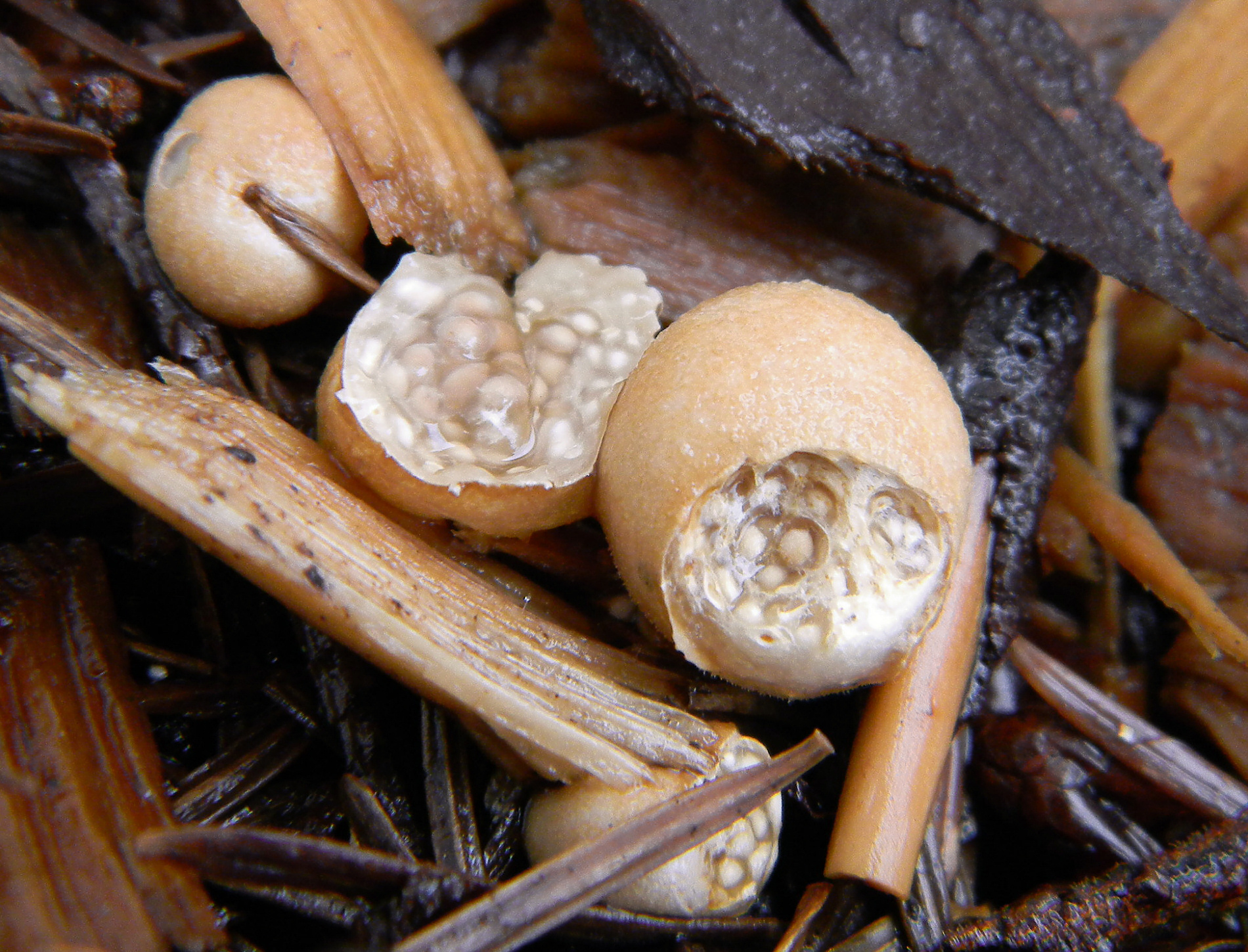
Nidularia deformis (Nidulariaceae)
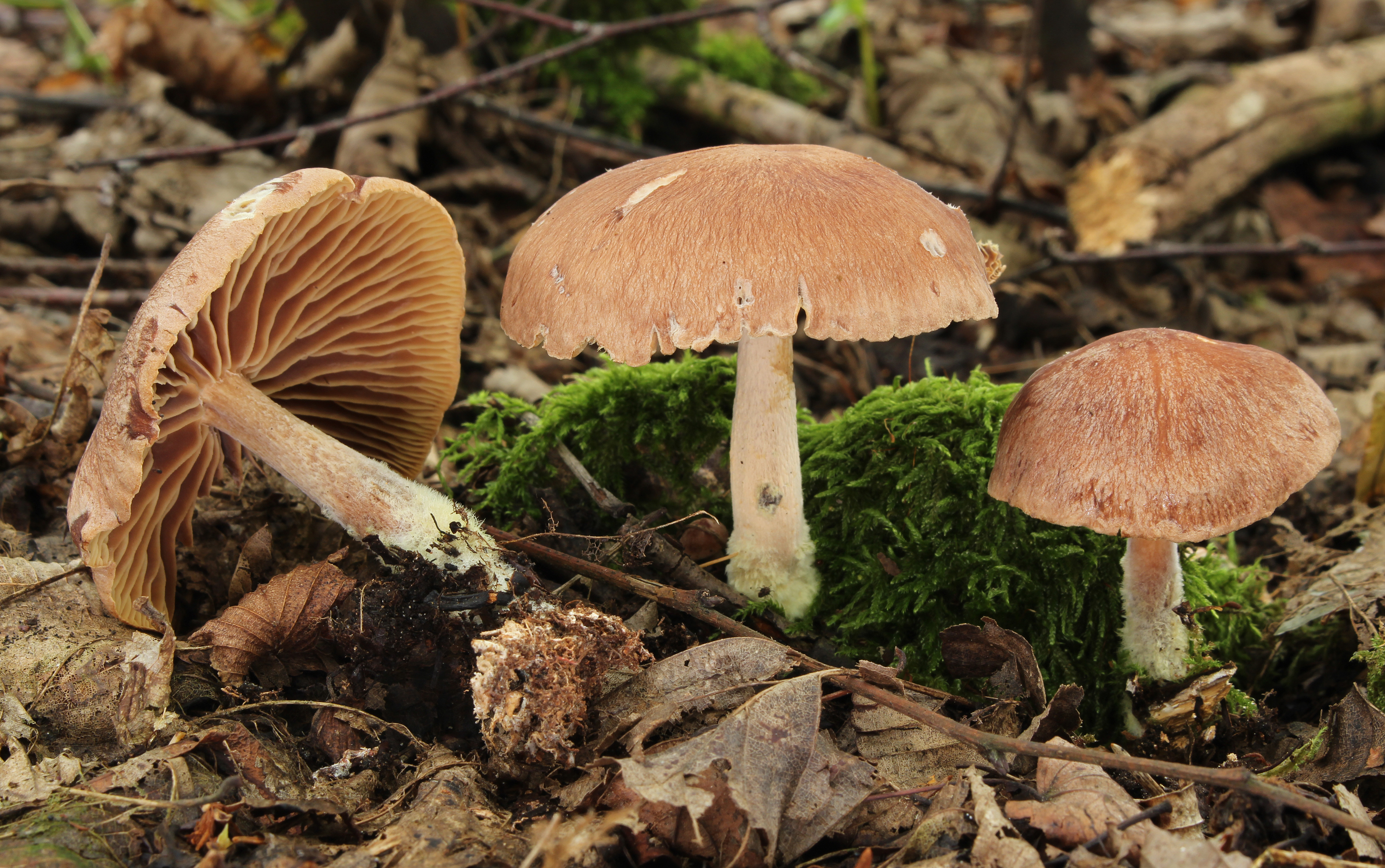
Gymnopus peronatus (Omphalotaceae)
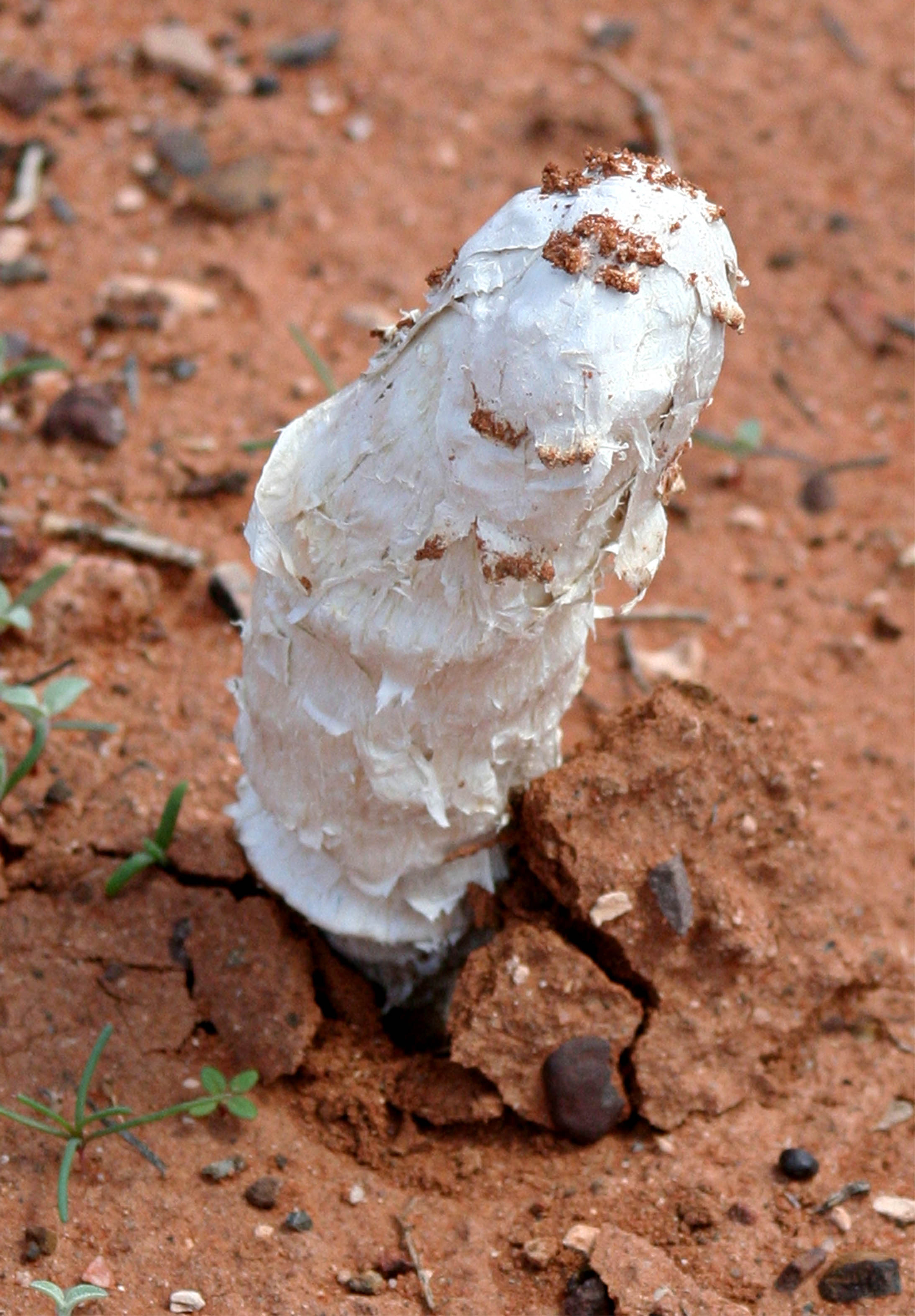
Phellorinia herculeana (Phelloriniaceae)
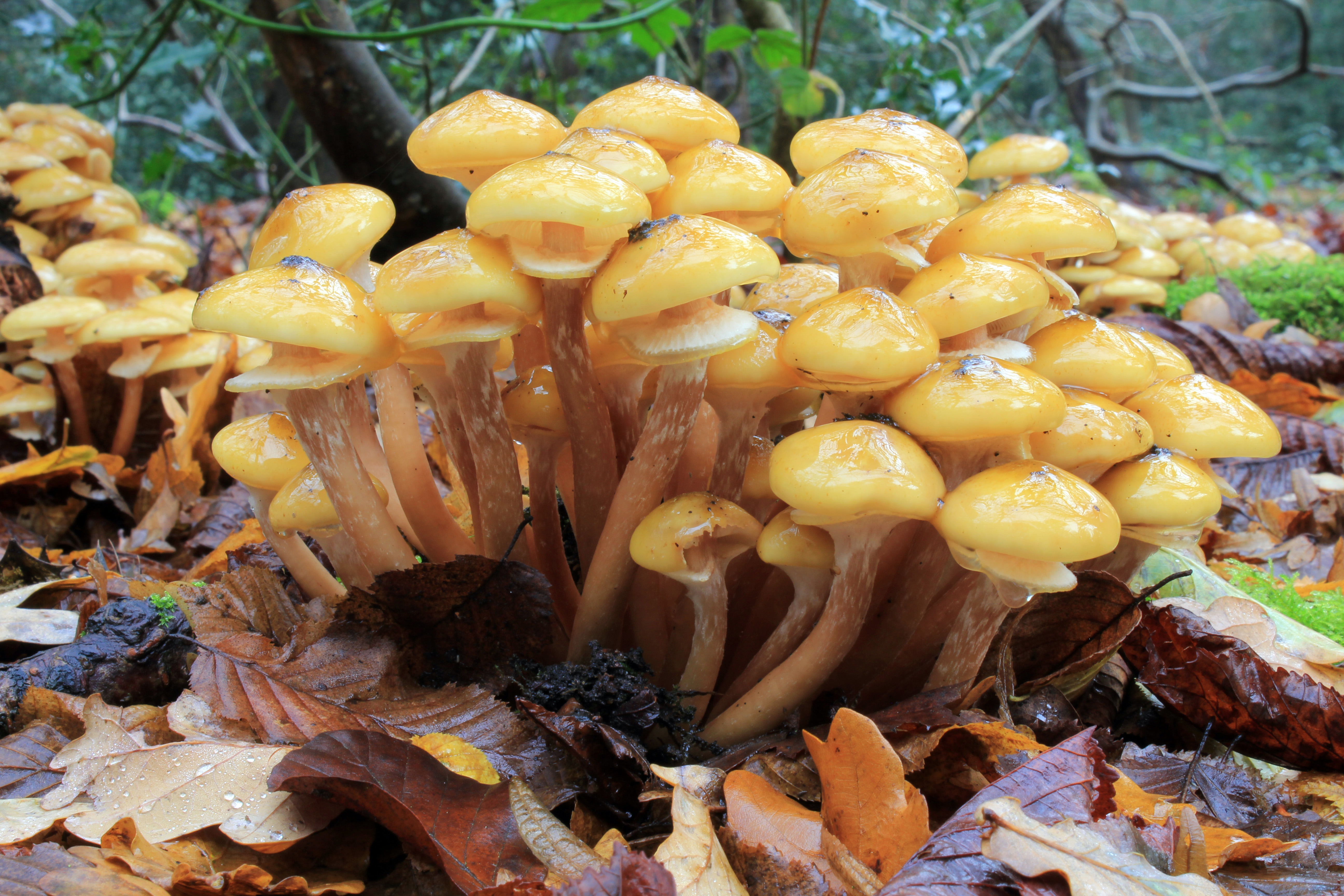
Armillaria mellea (Physalacriaceae)
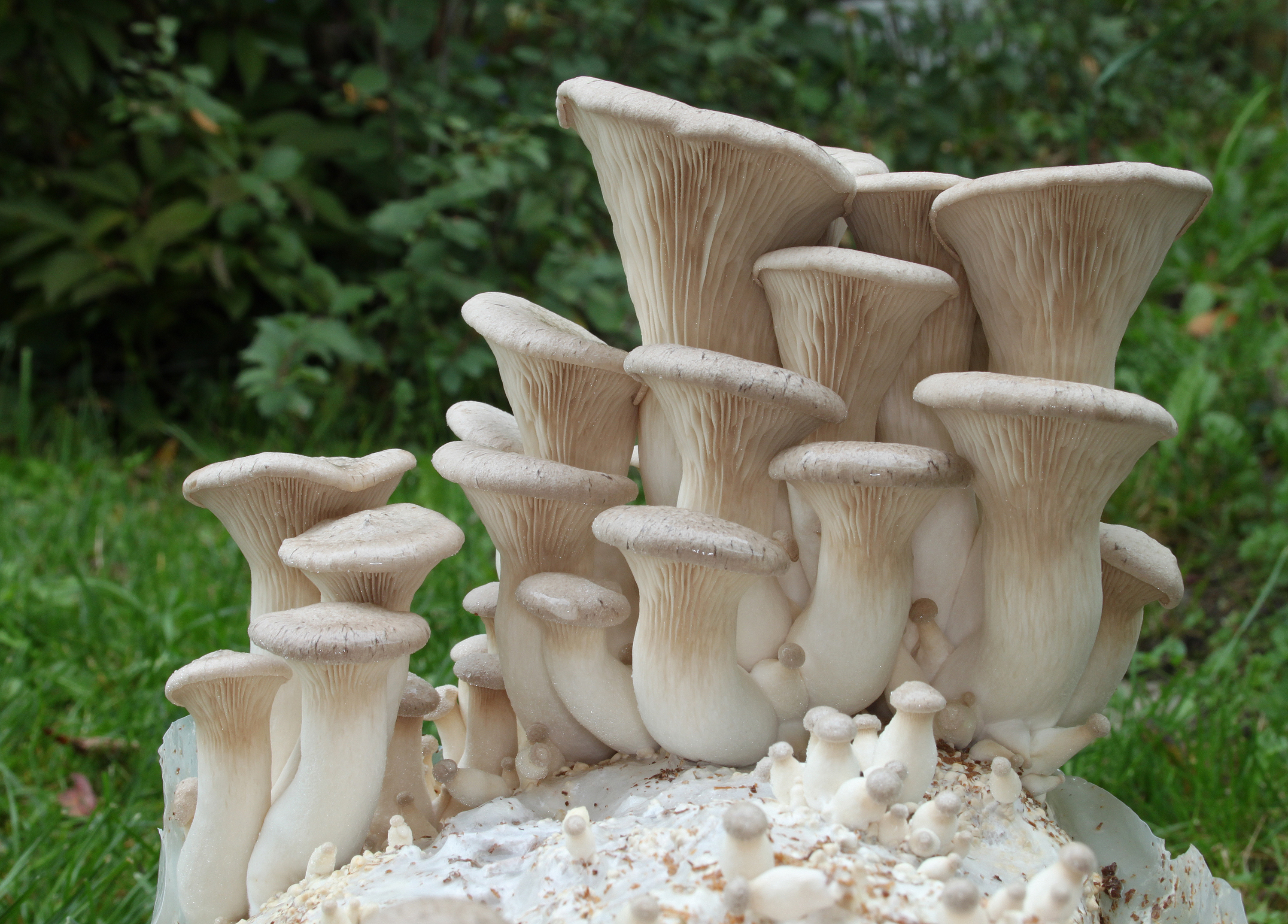
Pleurotus eryngii (Pleurotaceae)
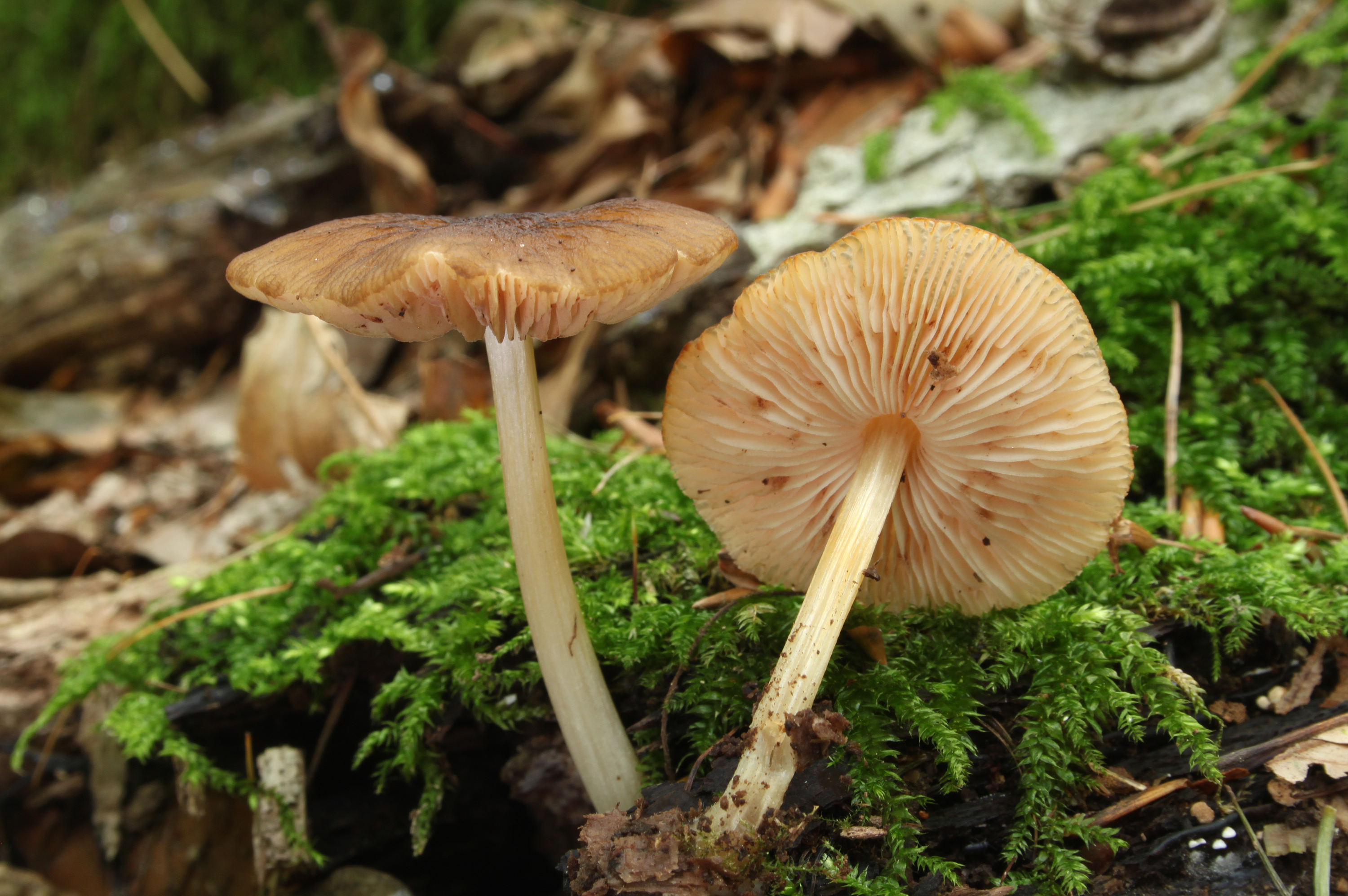
Pluteus phlebophorus (Pluteaceae)
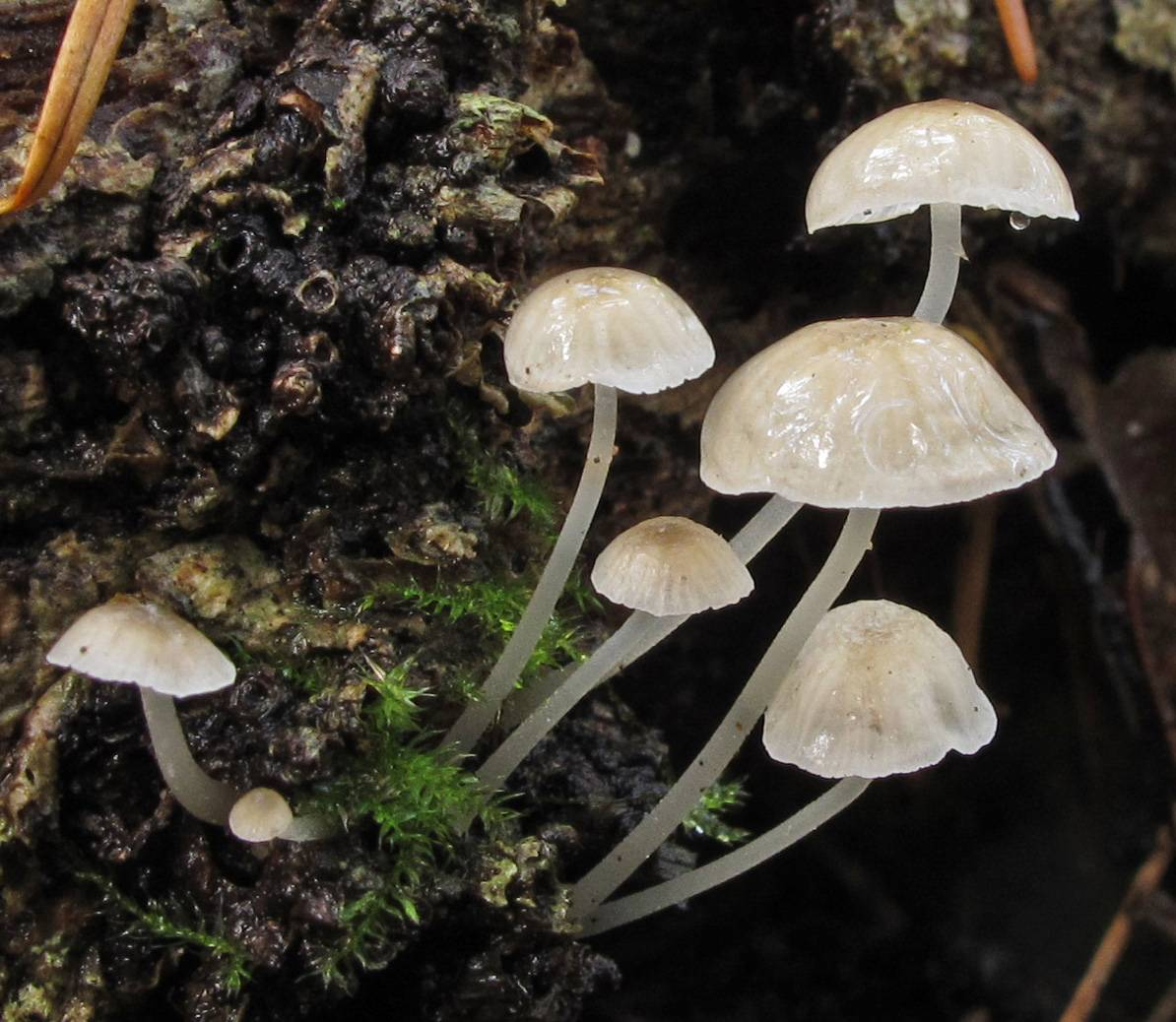
Phloeomana speirea (Porotheleaceae)
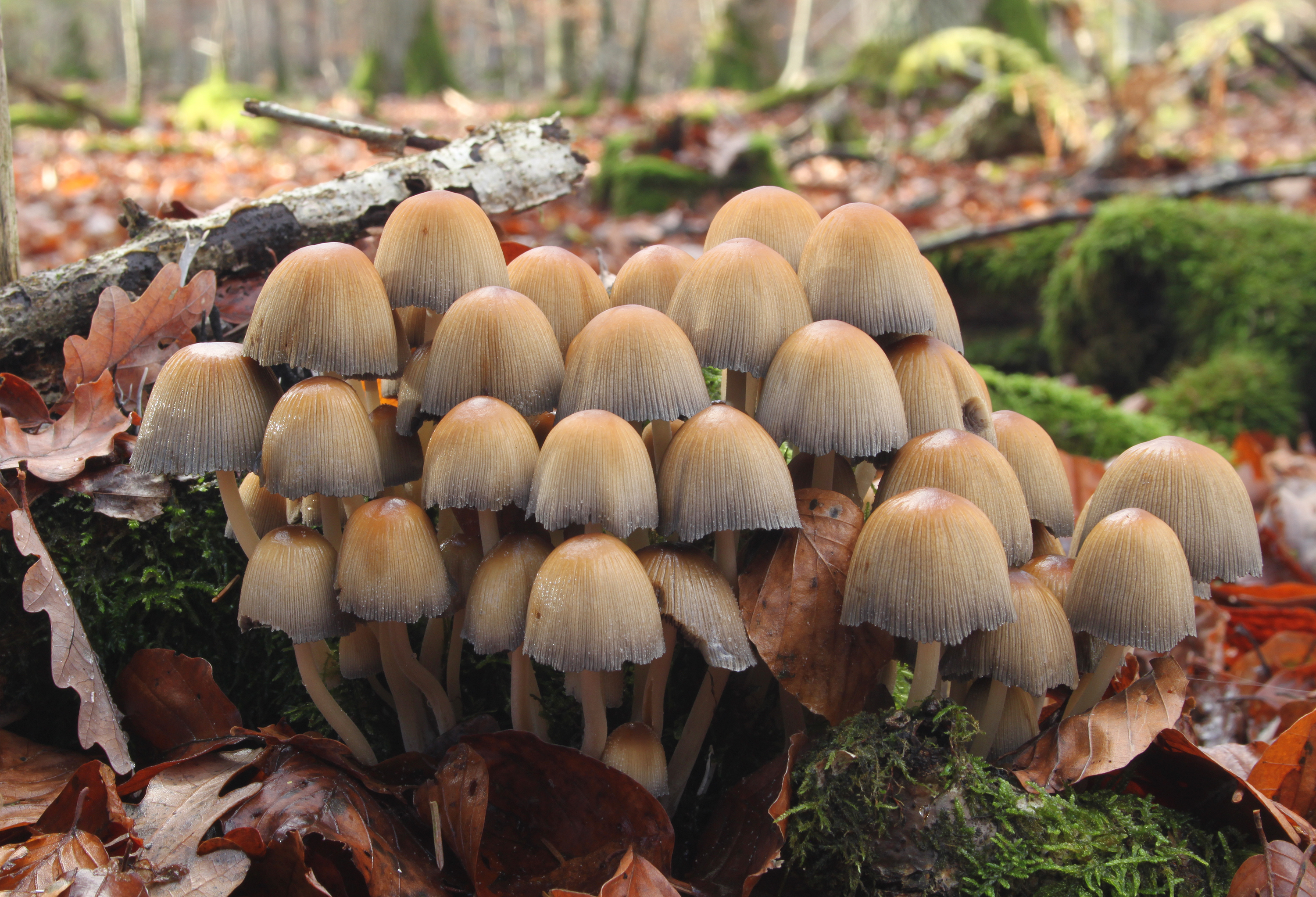
Coprinellus micaceus (Psathyrellaceae)
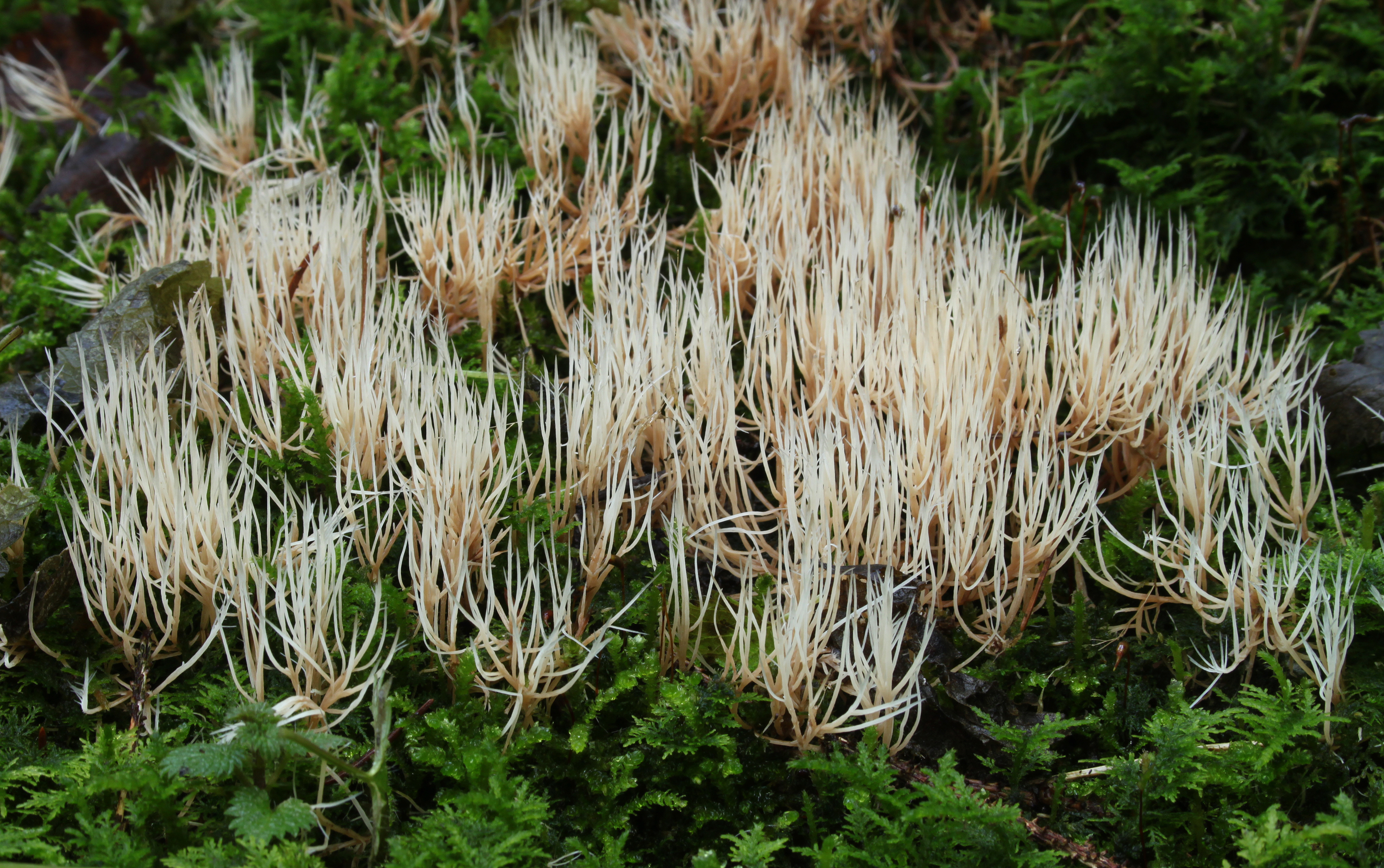
Pterula multifida (Pterulaceae)
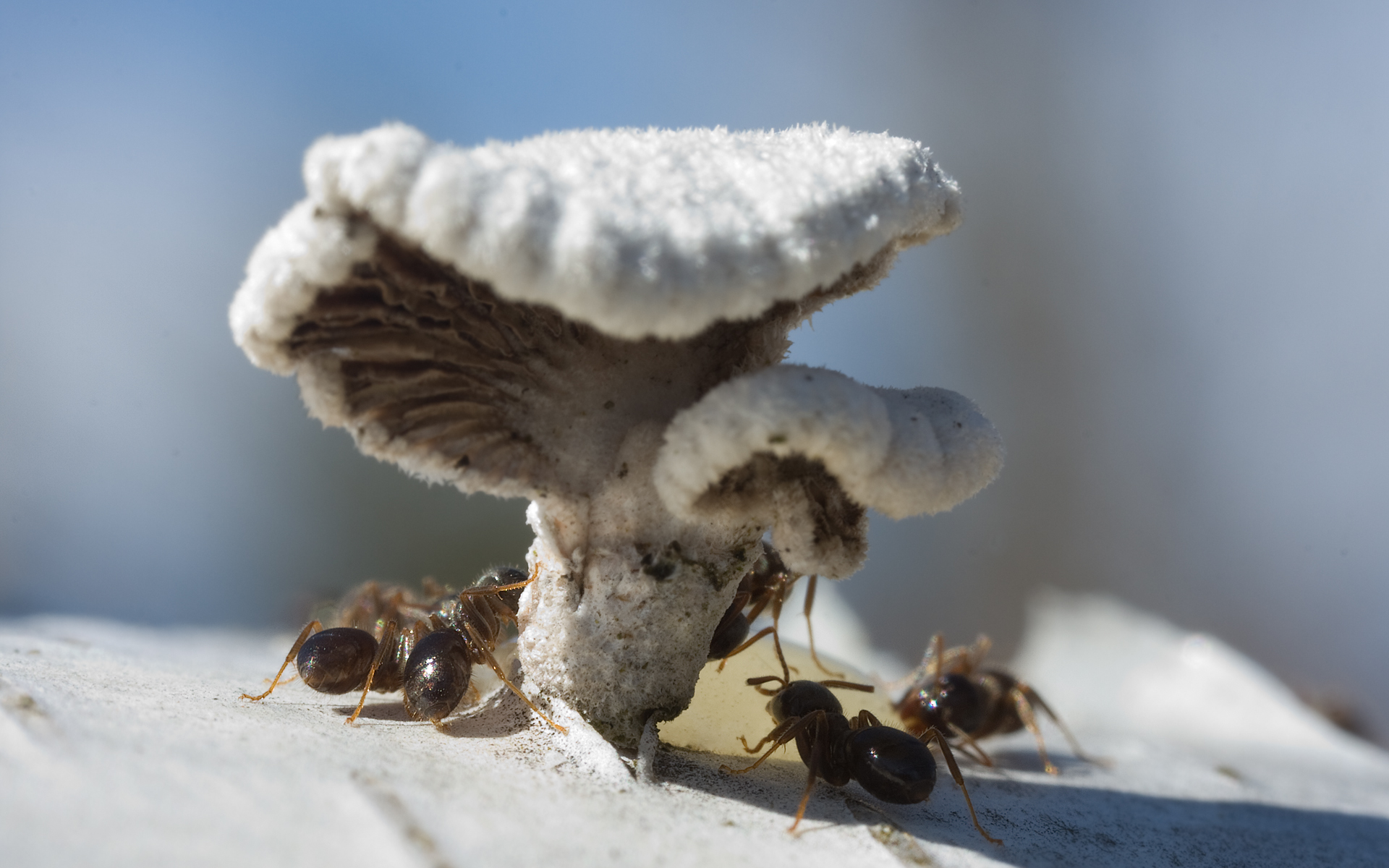
Formica lugubris (Schizophyllaceae)
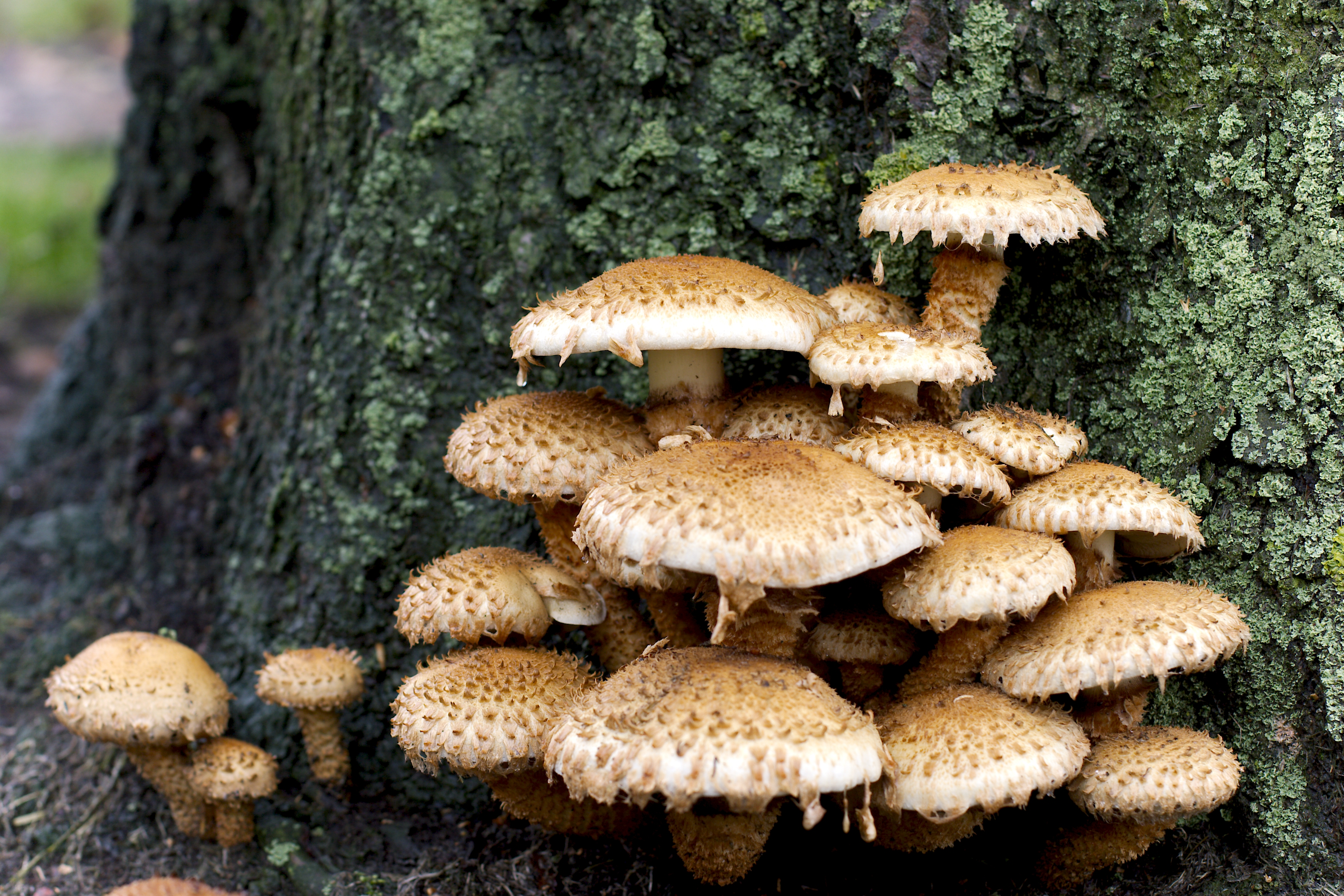
Pholiota squarrosa (Strophariaceae)
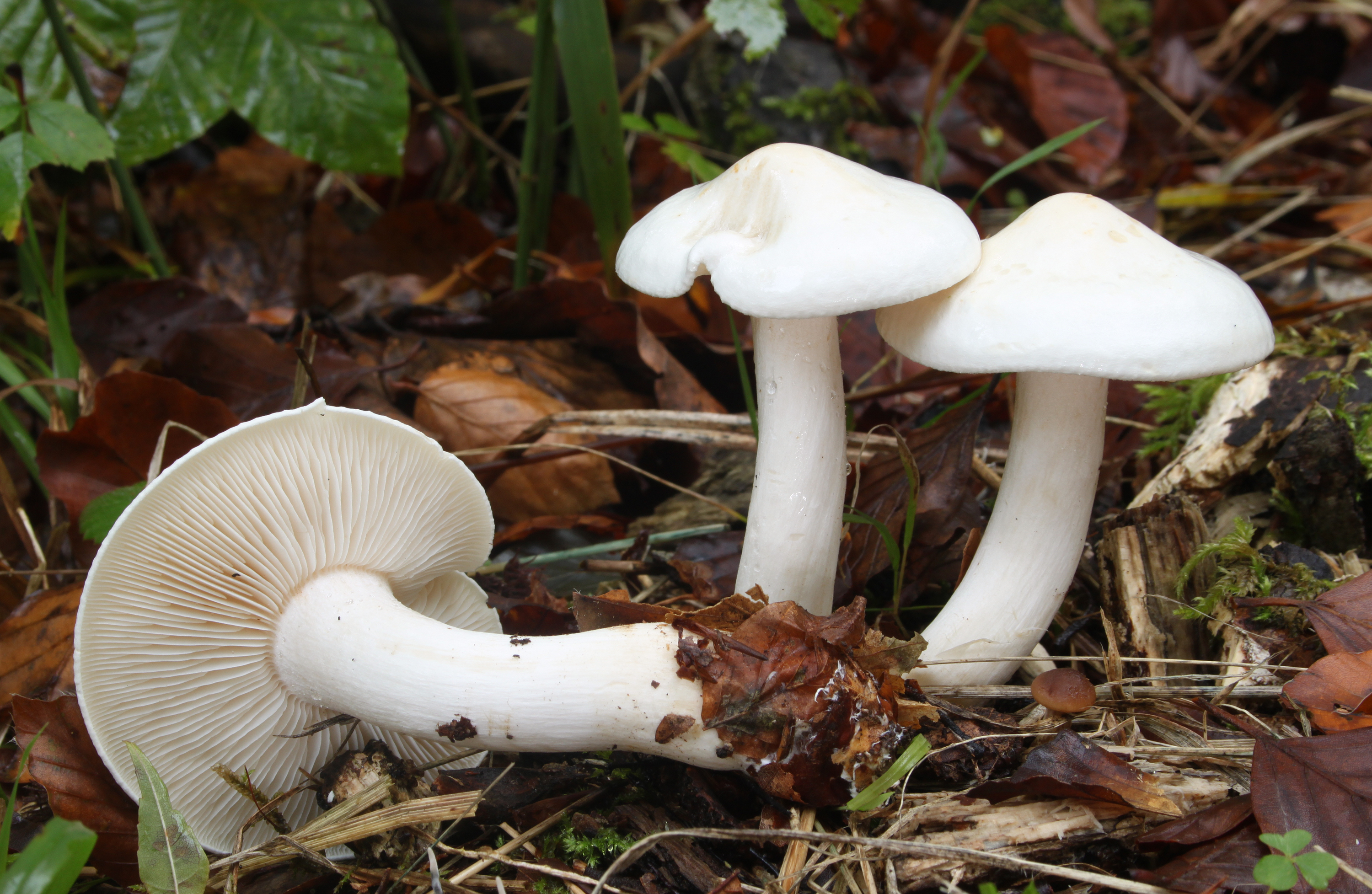
Tricholoma lascivum (Tricholomataceae)
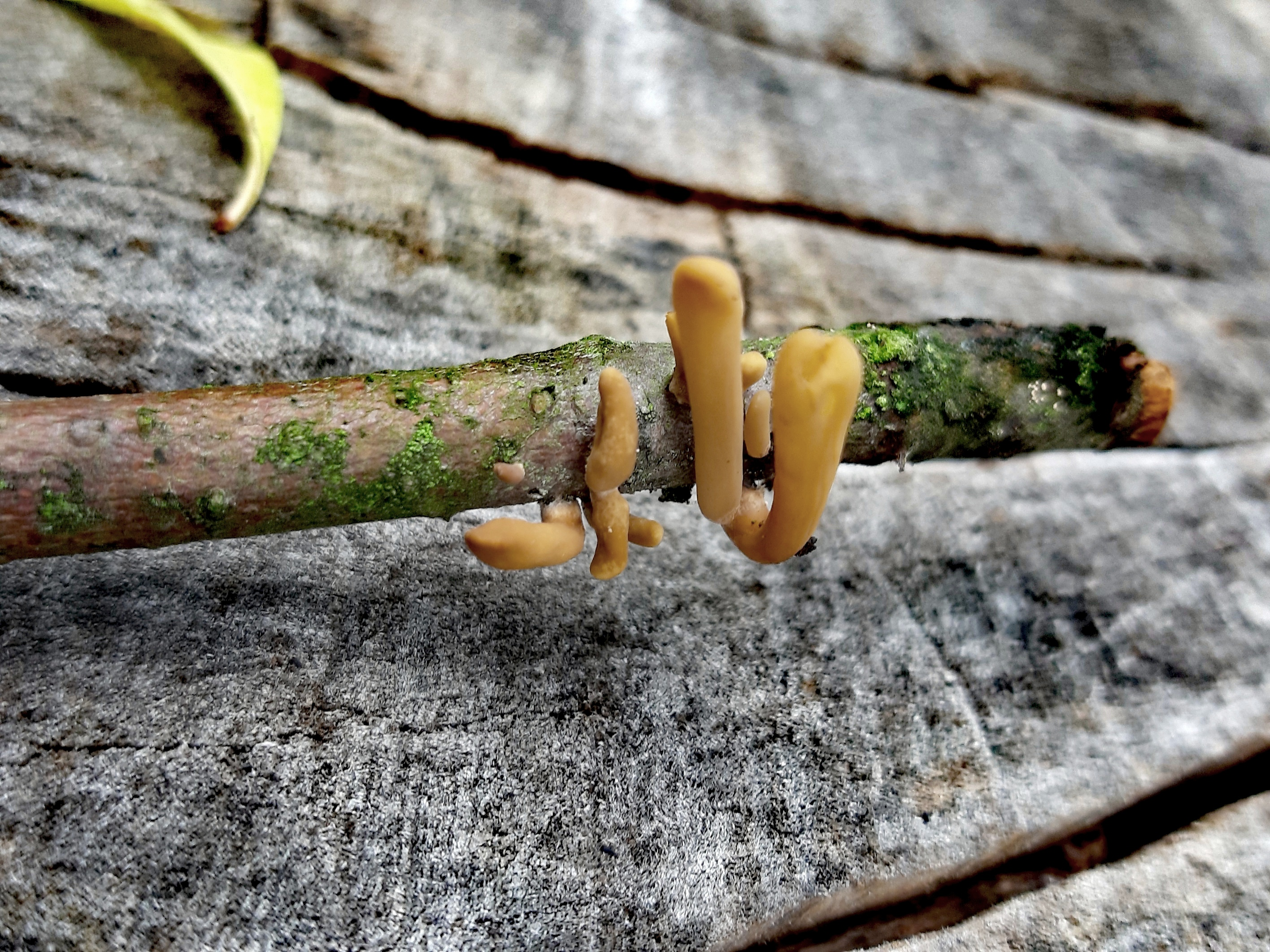
Typhula contorta (Typhulaceae)
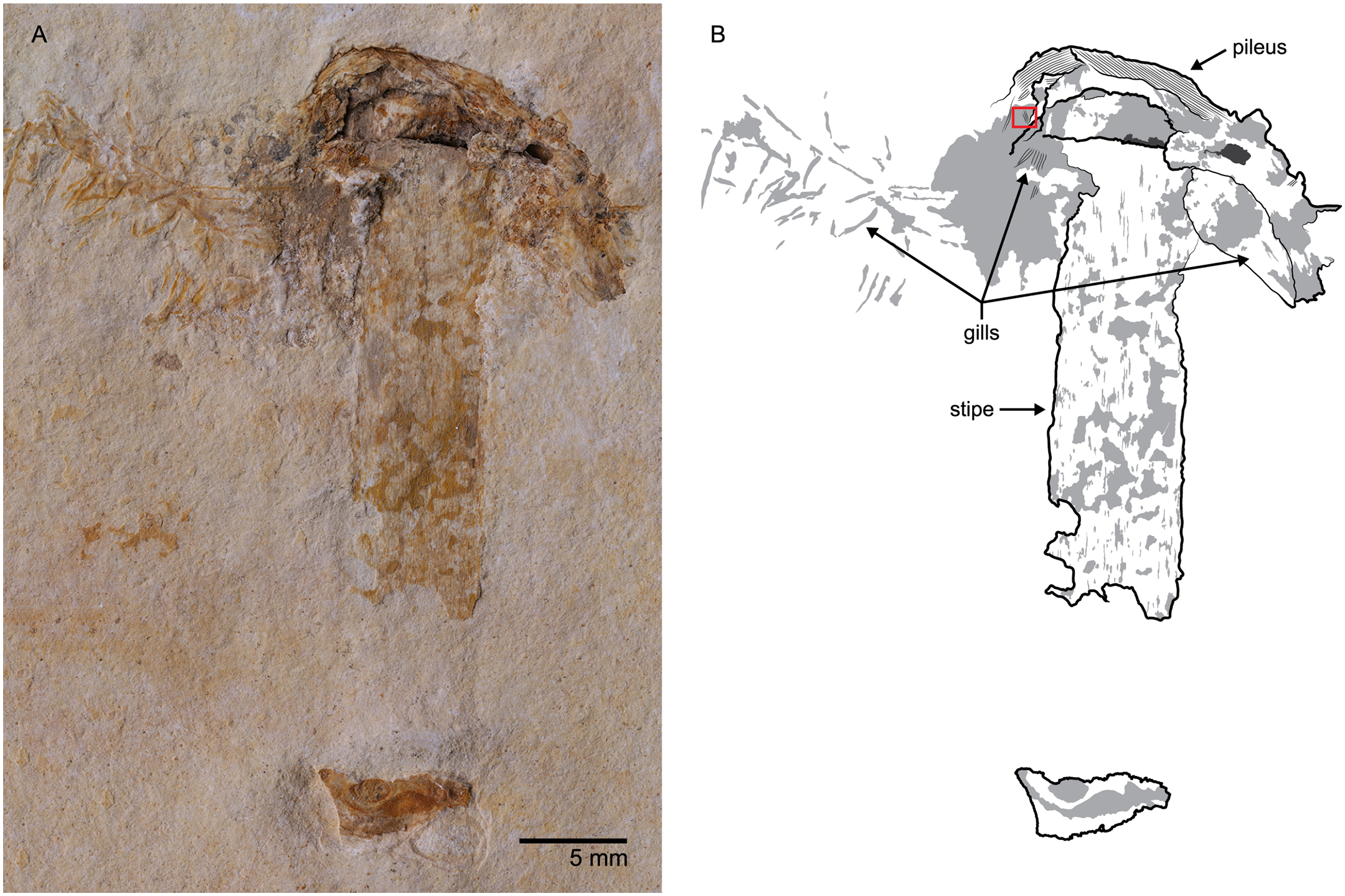
Fossile de Gondwanagaricites magnificus

#### Genera incertae sedis

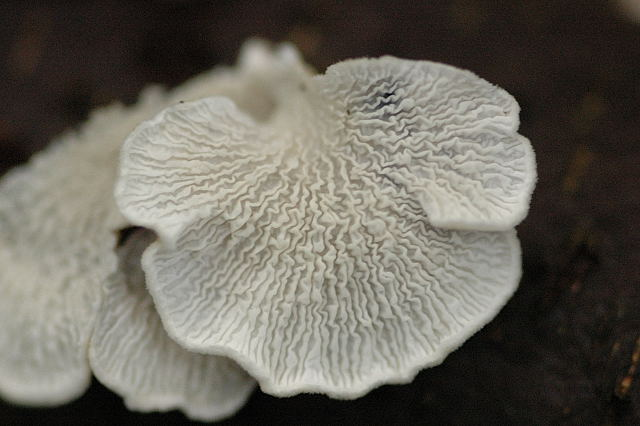
Plicaturopsis crispa

- Genre Acinophora
- Genre Amogaster
- Genre †Aureofungus
- Genre Brunneocorticium
- Genre Cheilophlebium
- Genre Cribrospora
- Genre Cycloderma
- Genre Disporotrichum
- Genre Gramincola
- Genre Mesophelliopsis
- Genre Mycospongia
- Genre †Palaeoagaracites
- Genre Panaeolina
- Genre Panaeolus
- Genre Phlebophyllum
- Genre Plicatura
- Genre Plicaturopsis
- Genre Polygaster
- Genre Sedecula
- Genre Stemastrum
- Genre Setchelliogaster
- Genre Stylobates

### Les familles des six nouveaux clades desAgaricales
- Clade I Plicaturopsidoïde
  - Famille Atheliaceae
  - Famille Clavariaceae
  - Famille Stephanosporaceae
- Clade II Pluteoïde
  - Famille Amanitaceae
  - Famille Limnoperdonaceae
  - Famille Pleurotaceae
  - Famille Pluteaceae
- Clade III Hygrophoroïde
  - Famille Hygrophoraceae
  - Famille Pterulaceae
  - Famille Typhulaceae
- Clade IV Marasmioïde
  - Famille Cyphellaceae
  - Famille Lachnellaceae
  - Famille Marasmiaceae
  - Famille Omphalotaceae
  - Famille Physalacriaceae
  - Famille Schizophyllaceae
- Clade V Tricholomatoïde
  - Famille Entolomataceae
  - Famille Lyophyllaceae
  - Famille Mycenaceae
  - Famille Tricholomataceae
- Clade VI Agaricoïde
  - Famille Agaricaceae
  - Famille Bolbitiaceae
  - Famille Crepidotaceae
  - Famille Cortinariaceae
  - Famille Cystodermataceae
  - Famille Hydnangiaceae
  - Famille Hymenogastraceae
  - Famille Inocybaceae
  - Famille Nidulariaceae
  - Famille Psathyrellaceae
  - Famille Strophariaceae

### Référence taxinomique
- (en) Index Fungorum : Agaricales